# マッサン
『マッサン』は、2014年度後期放送のNHK「連続テレビ小説」第91作で、2014年9月29日から2015年3月28日まで放送された日本のテレビドラマである。脚本は羽原大介、主演は玉山鉄二とシャーロット・ケイト・フォックスで、同シリーズにおいて初の外国人ヒロインとなる。

## 企画・制作
連続テレビ小説において、男性の俳優が主演を務める作品は、1995年度下半期の『走らんか!』の三国一夫以来19年ぶりである。
ニッカウヰスキーの創業者である竹鶴政孝とその妻リタをモデルとするが、「ある日本人技術者とイギリス人の妻の夫婦愛を軸とした人情喜劇」という位置づけをして、登場する人物や団体などを改名しフィクションとして制作される。タイトルの「マッサン」はリタが政孝のことをこう呼んだことにちなんでいる。
物語は、大正時代、造り酒屋の跡取り息子の亀山が、ウイスキー（いわゆるジャパニーズ・ウイスキー）づくりに情熱を燃やし単身スコットランドへ渡り、そこで出会ったスコットランド人女性と亀山が半ば駆け落ちの状態で国際結婚するところから始まる。ヒロインは日本とスコットランドの文化の違いに戸惑いつつも、異なる文化を学びながら成長していく。
舞台地は大阪府の住吉・山崎（島本町）、北海道の余市、広島県の竹原、スコットランドのグラスゴーである。
次回作『まれ』以降はハードディスクによるデジタルファイルの収録方式になったため、連続テレビ小説シリーズ最後の磁気テープによる収録方式となった。

### 出演者の選定
本作のヒロインの選定にあたってはオーディションを行うが、それに際し、櫻井賢（製作統括プロデューサー）は、「ヒロインの年齢は25 - 40歳」とする事実上の設定年齢制限を定めると同時に、「原則として白人の女性を基本とし、欧米文化で育った人を求めるが、ハーフ・クォーターを含め国籍や女優キャリアの有無は問わない」としている。また物語にスコットランドの民謡がキーワードになることから「歌に自信のある人」も条件として求めている。ただし、対象は既に芸能事務所などに所属するプロ、あるいはプロを目指す者であり、一般からの受付はせず、一般からも募集するとする誤解をNHK大阪のイメージキャラクターによるTwitterで否定している。
ヒロインのオーディションは国内外で行われ、国内から232人、海外から289人の応募があった。
2014年3月4日に主人公の亀山政春役を玉山鉄二が、ヒロインの亀山エリー役をシャーロット・ケイト・フォックスがそれぞれ演じることが発表された。プロデューサーの櫻井は、主人公の玉山については映画『綱引いちゃった!』での演技を見て「こんな愛きょうのある演技ができるんだなって。それがマッサンのイメージにつながったんですね」と感じたことに加え、西日本がドラマの主な舞台となることから、玉山が京都出身であることがプラスに働いたとしている。また、ヒロインのシャーロットについては、当初は「日本語でのコミュニケーション力を重視していた」ものの、シャーロットを見て「芝居の力とコメディセンスに圧倒的な魅力がありました」といい、日本語が話せないことを承知で「シャーロットなら冒険してもいい」と起用を決めた。
2014年4月16日に追加キャストが発表された。
なお、朝ドラ恒例のバトンタッチセレモニーで、前作『花子とアン』からの引継ぎ役には吉高由里子が、『マッサン』からは玉山とシャーロットの二人が参加した。

### 吹き替え
放送開始当初、主人公の政春がスコットランド留学中の場面については、登場人物が話す英語のセリフの一部に日本語訳の吹き替えを重ねていた。これについてNHK大阪放送局の坂本忠宣放送局長は「現場の制作チームが辿り着いた演出」との見解を出し、NHK広報部は「放送時間帯における視聴者に配慮したうえでの演出」と述べ、視聴者から賛否両論の声が届いたことを認めた。これら日本語の吹き替えが重ねられた部分は、ソフト化にあたってもそのままとなっている。なお、第7週放送のヒロインであるエリーの幼少期の場面以後、スコットランド等の場面においての英語のセリフ部分への日本語吹き替えの付加はなく、日本語字幕の表示により対応している。

### ロケ地など
2014年5月7日に静岡・大井川鉄道ロケにてクランクインした。
スコットランドが舞台のシーンについては、北海道河東郡音更町にある家畜改良センター十勝牧場内のシラカバ並木や同郡鹿追町の然別湖畔、後に主人公が立ち上げるウイスキー醸造所においてのシーンが、竹鶴政孝が実際に立ち上げた工場でもある北海道余市郡余市町の余市蒸溜所など、道内各地でロケが行われている。なお、スコットランドも“撮影協力”としてクレジットされてはいるものの、俳優を伴ってのスコットランドでの撮影は、予算の関係で実現できなかった。
2015年2月19日にスタジオ撮影がクランクアップ、2015年2月23日の余市のロケをもってオールアップした。

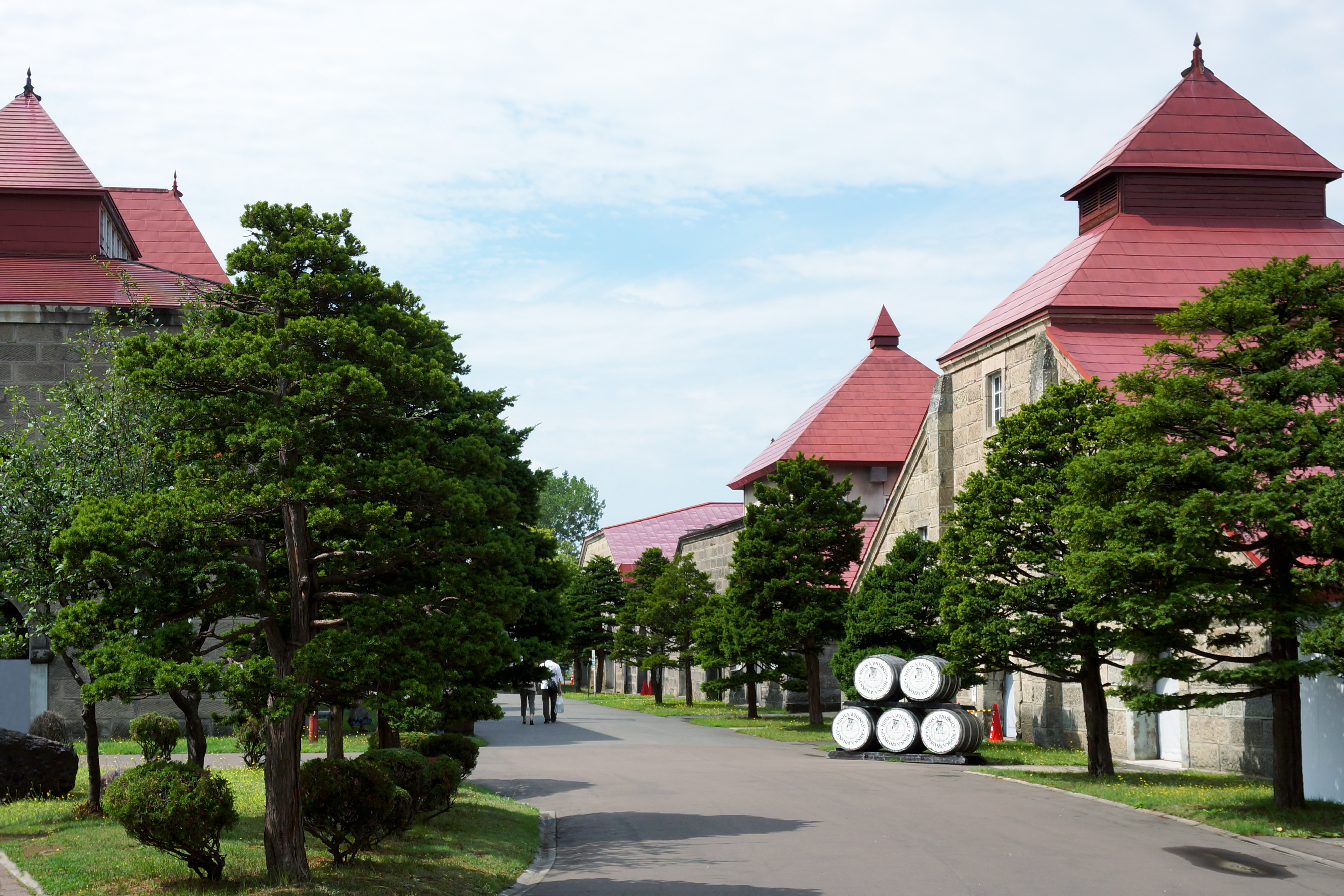
ロケ地の1つであり、物語のモデルとなったニッカウヰスキーの余市蒸溜所（北海道余市郡余市町）
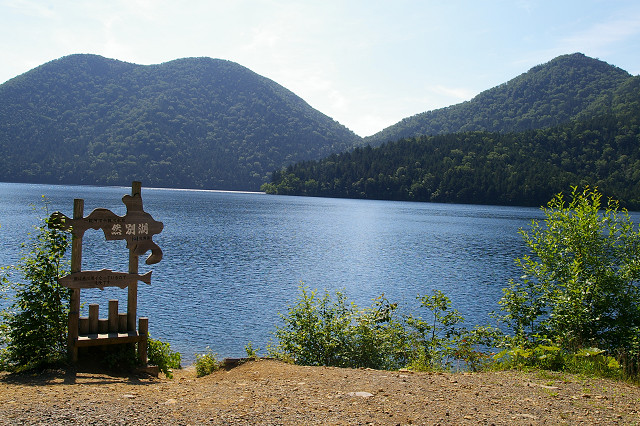
スコットランドの場面の一部として使用された然別湖（北海道河東郡鹿追町）
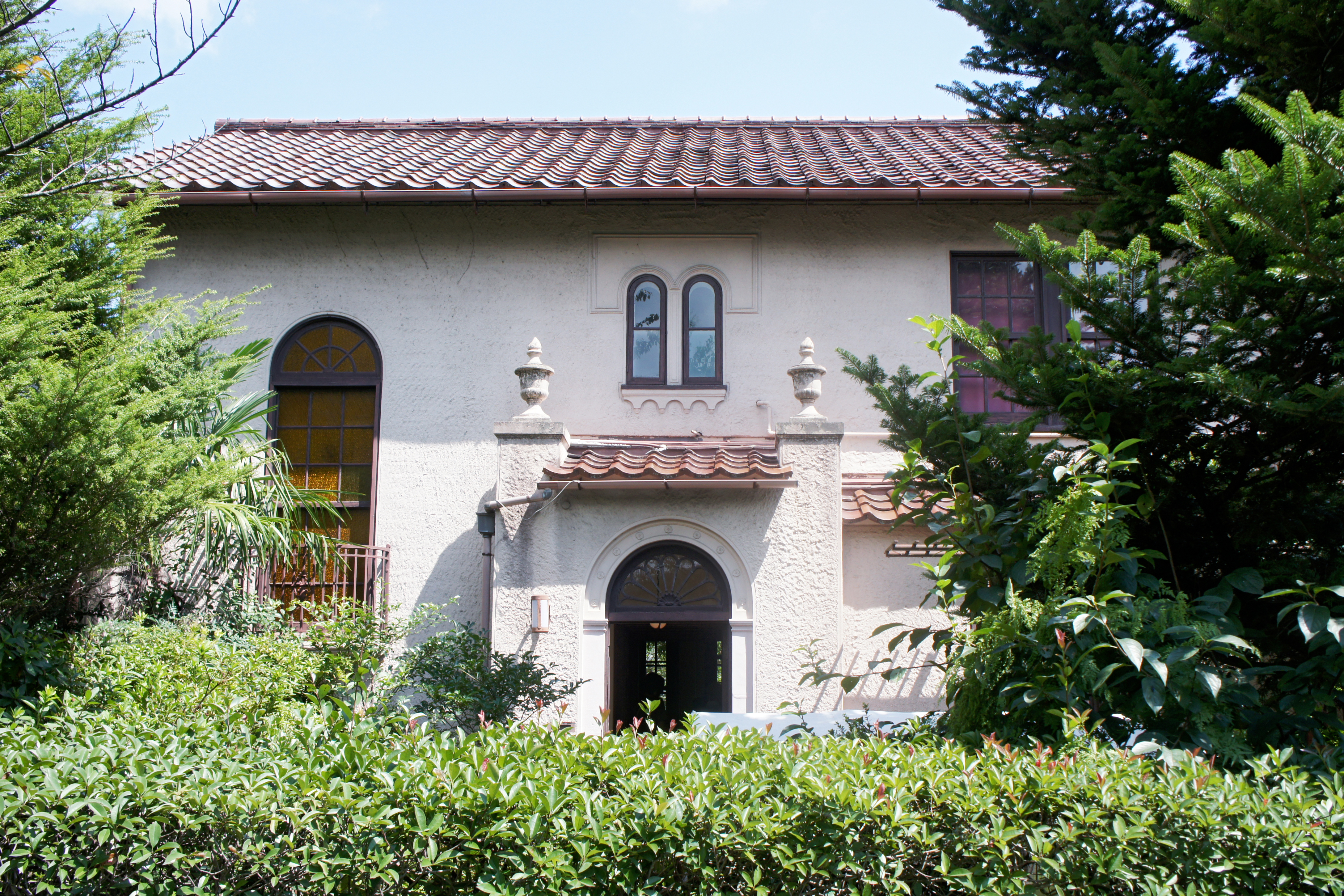
スコットランドのエリーの自宅の場面に使用された駒井家住宅（京都府京都市左京区）
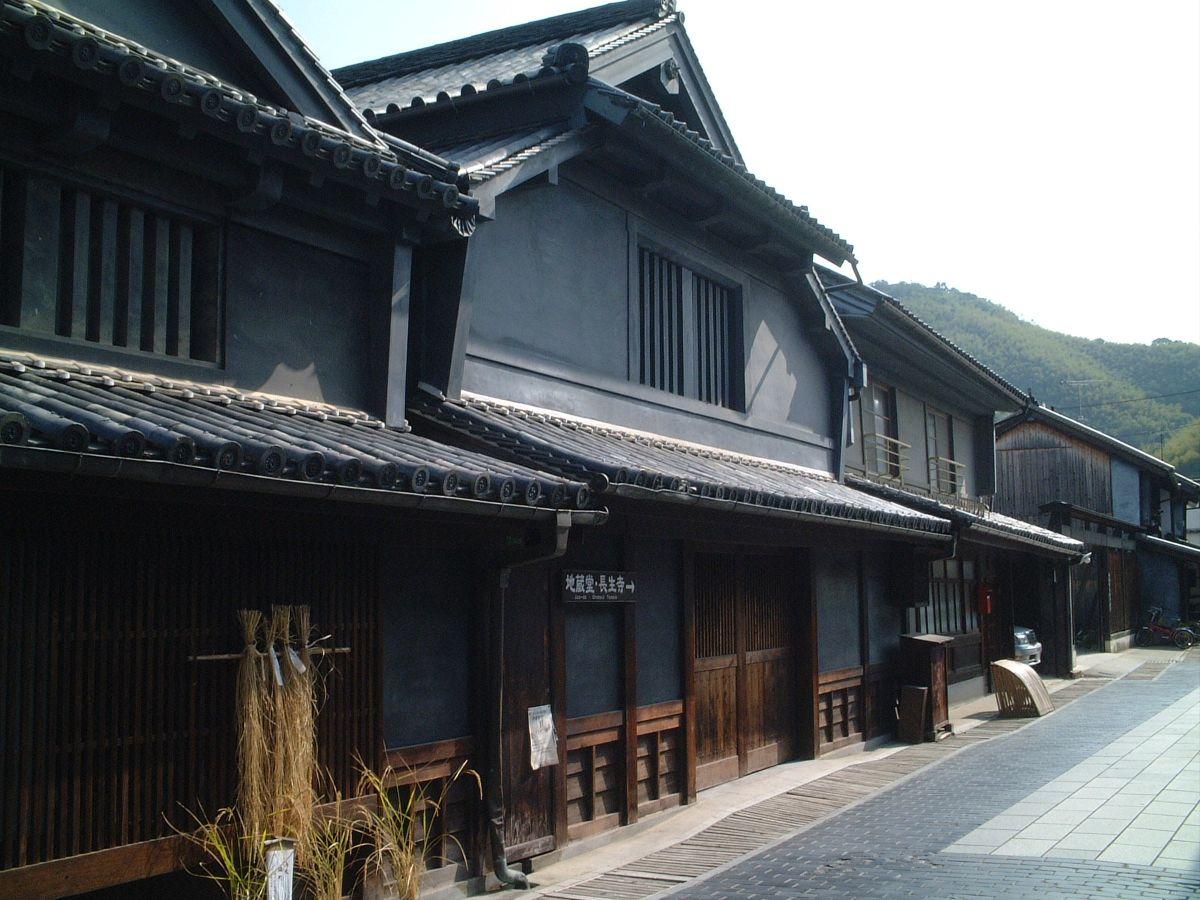
亀山酒造のロケ地であり竹鶴政孝の生家でもある竹鶴酒造（広島県竹原市）
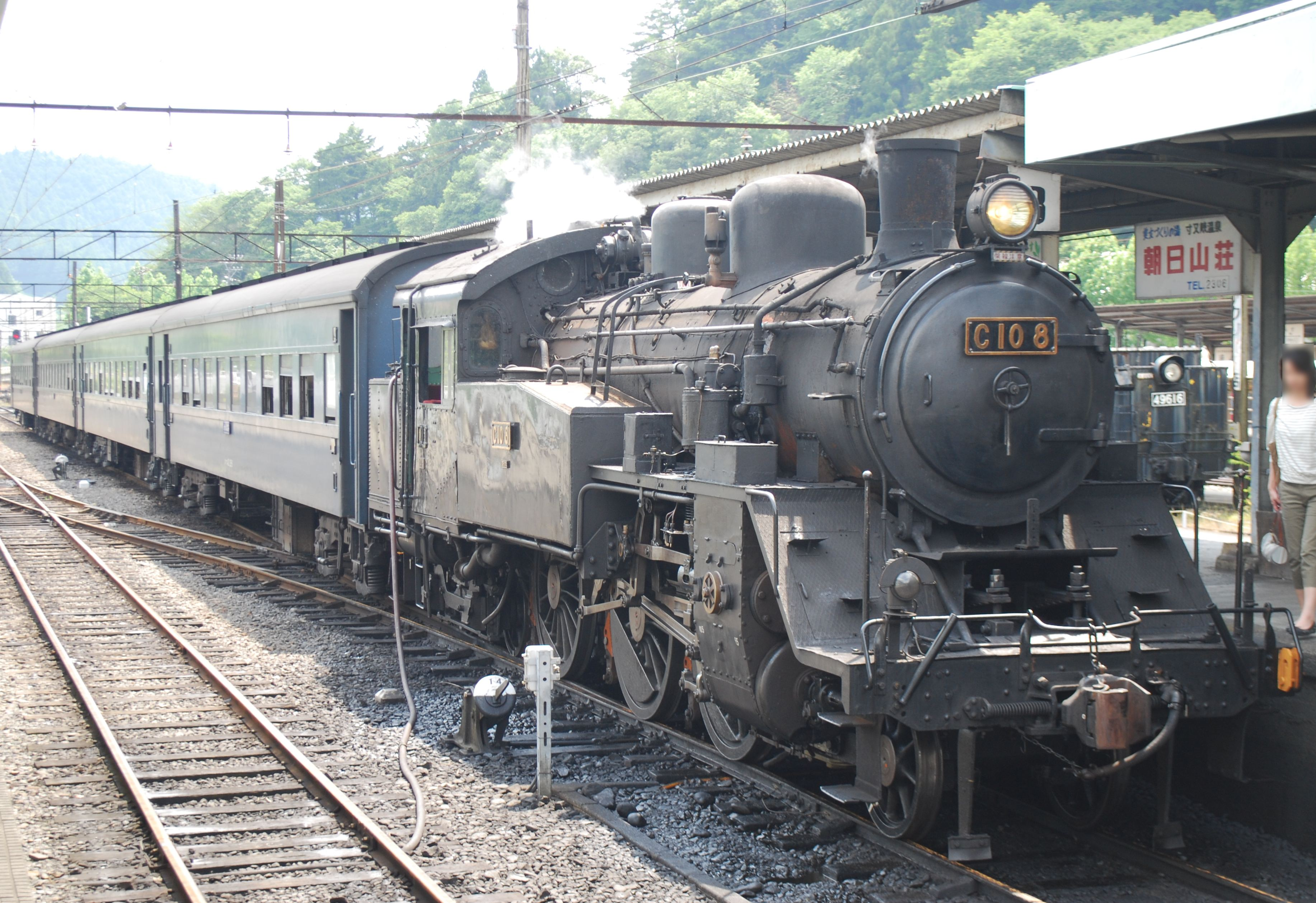
主人公たちの広島帰郷時のロケに使用した大井川鐵道C10形蒸気機関車
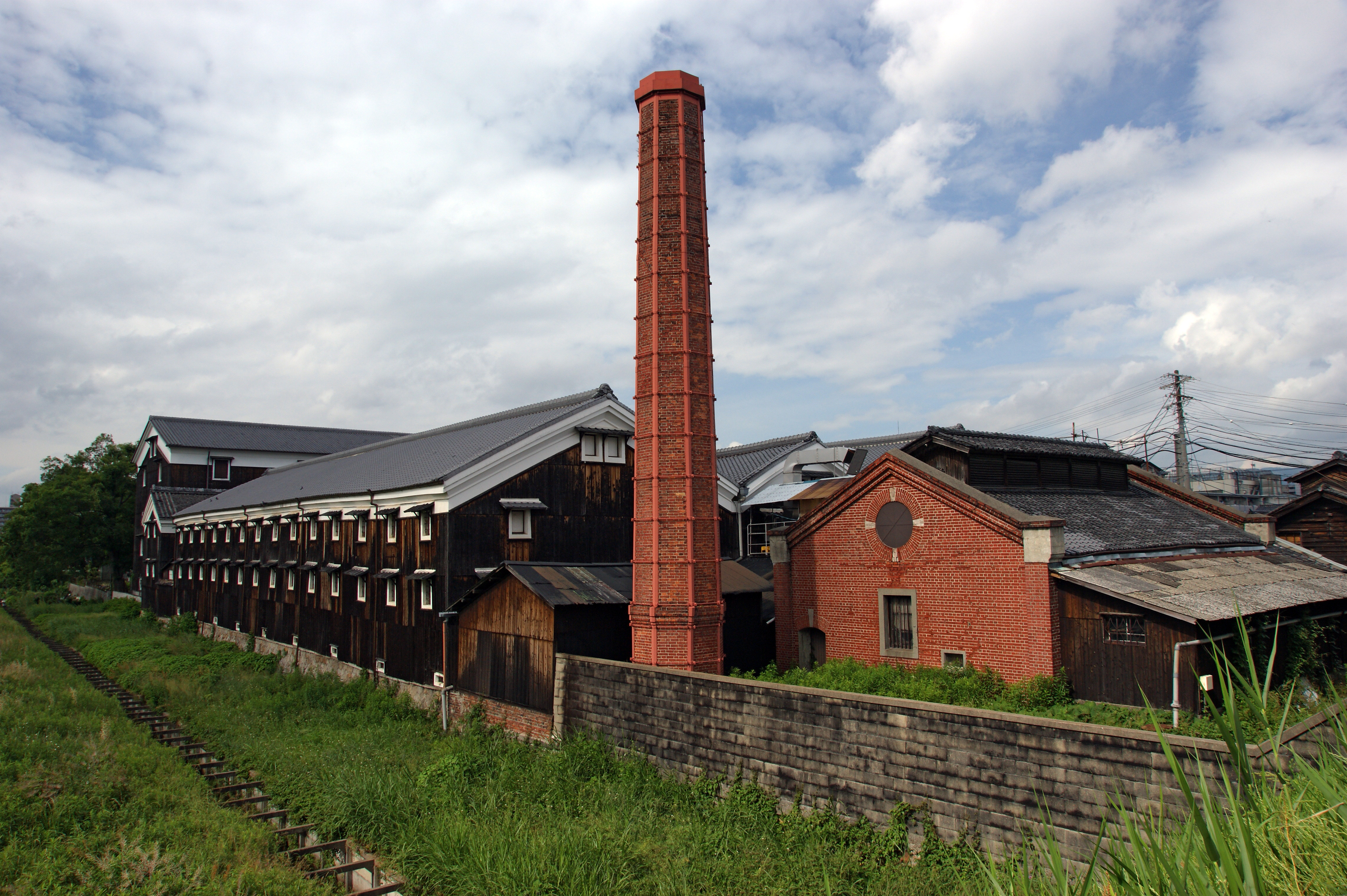
住吉酒造のロケ地松本酒造（京都府京都市伏見区）
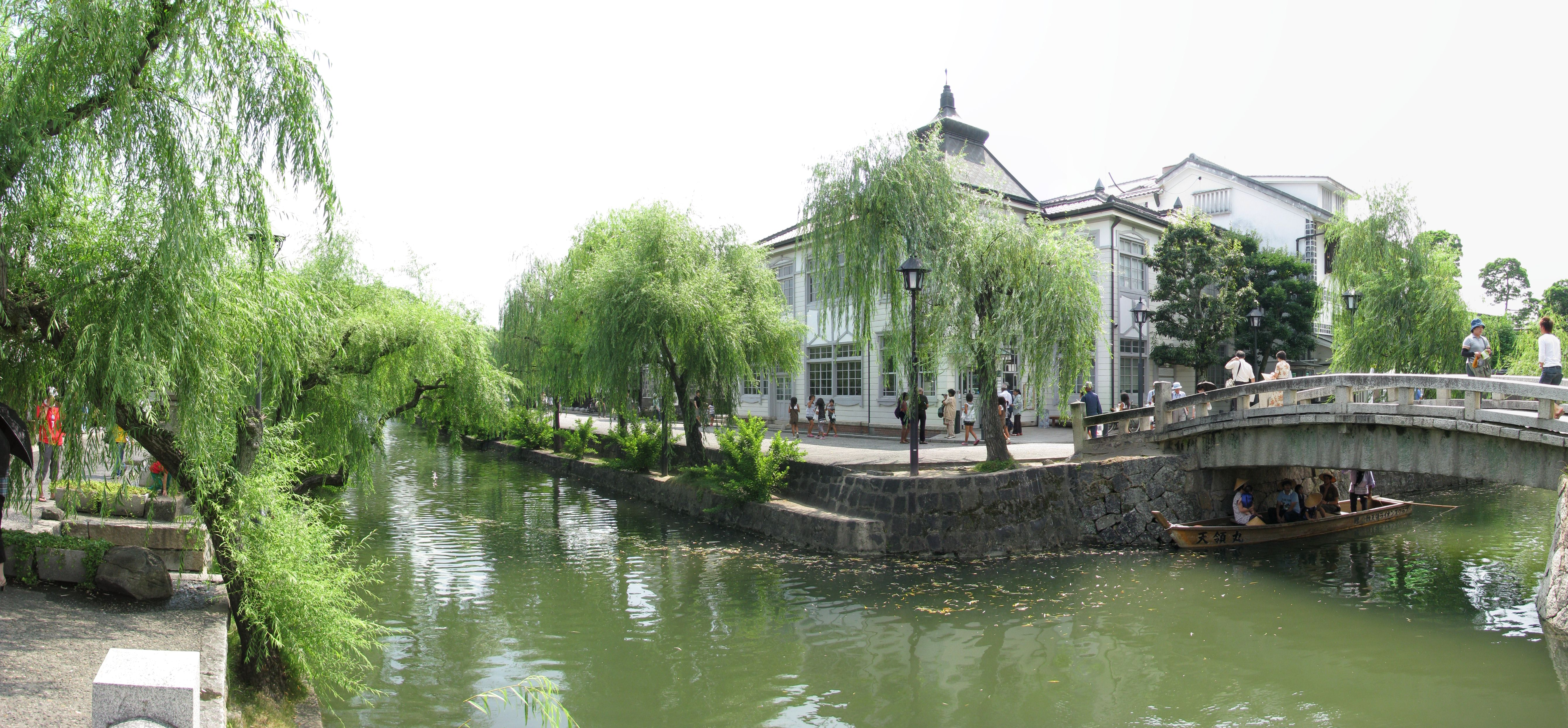
大阪の町並みの一部として使用した倉敷美観地区（岡山県倉敷市）
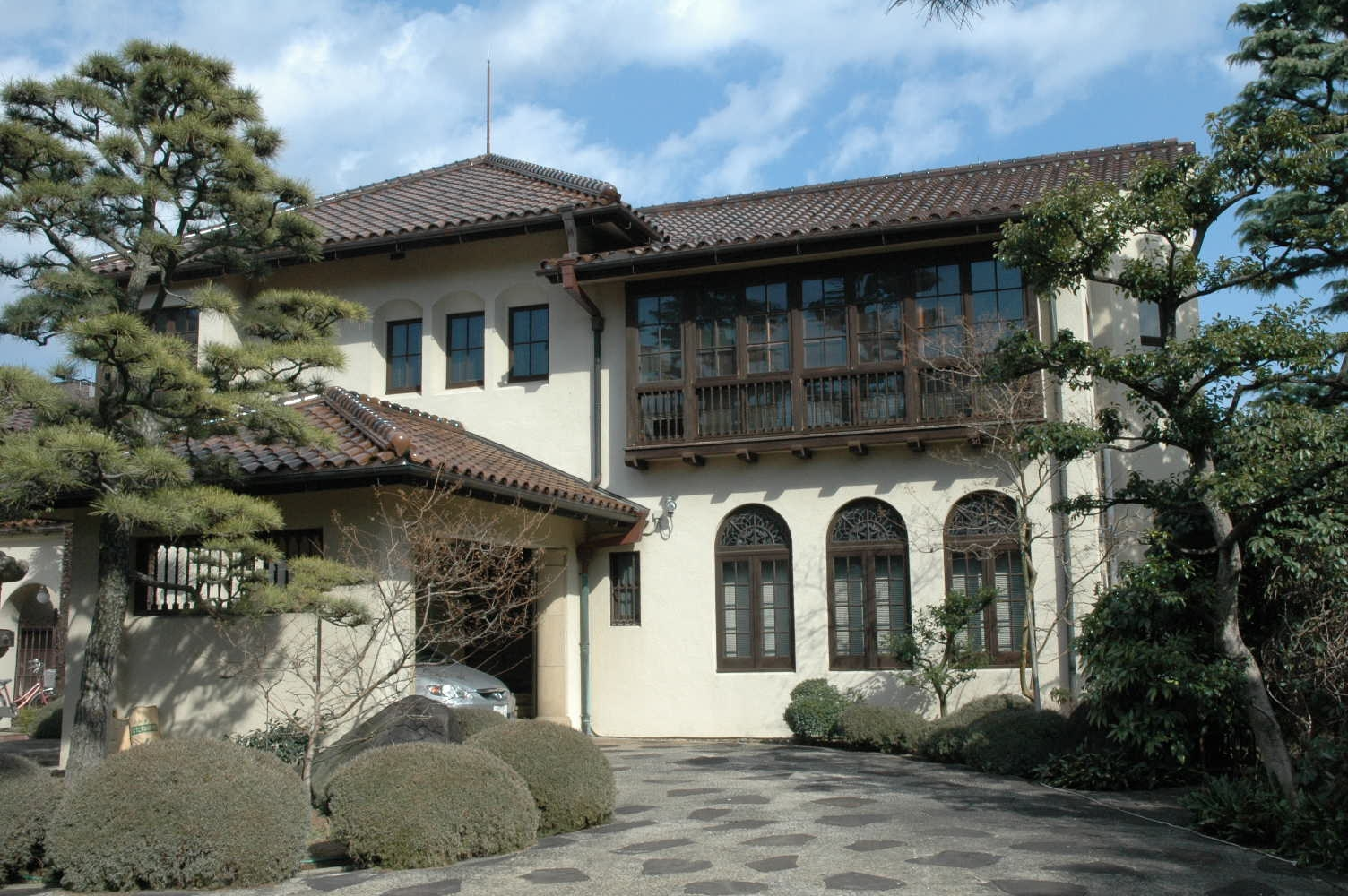
野々村邸のロケ地として使用された松山大学温山記念会館(兵庫県西宮市)
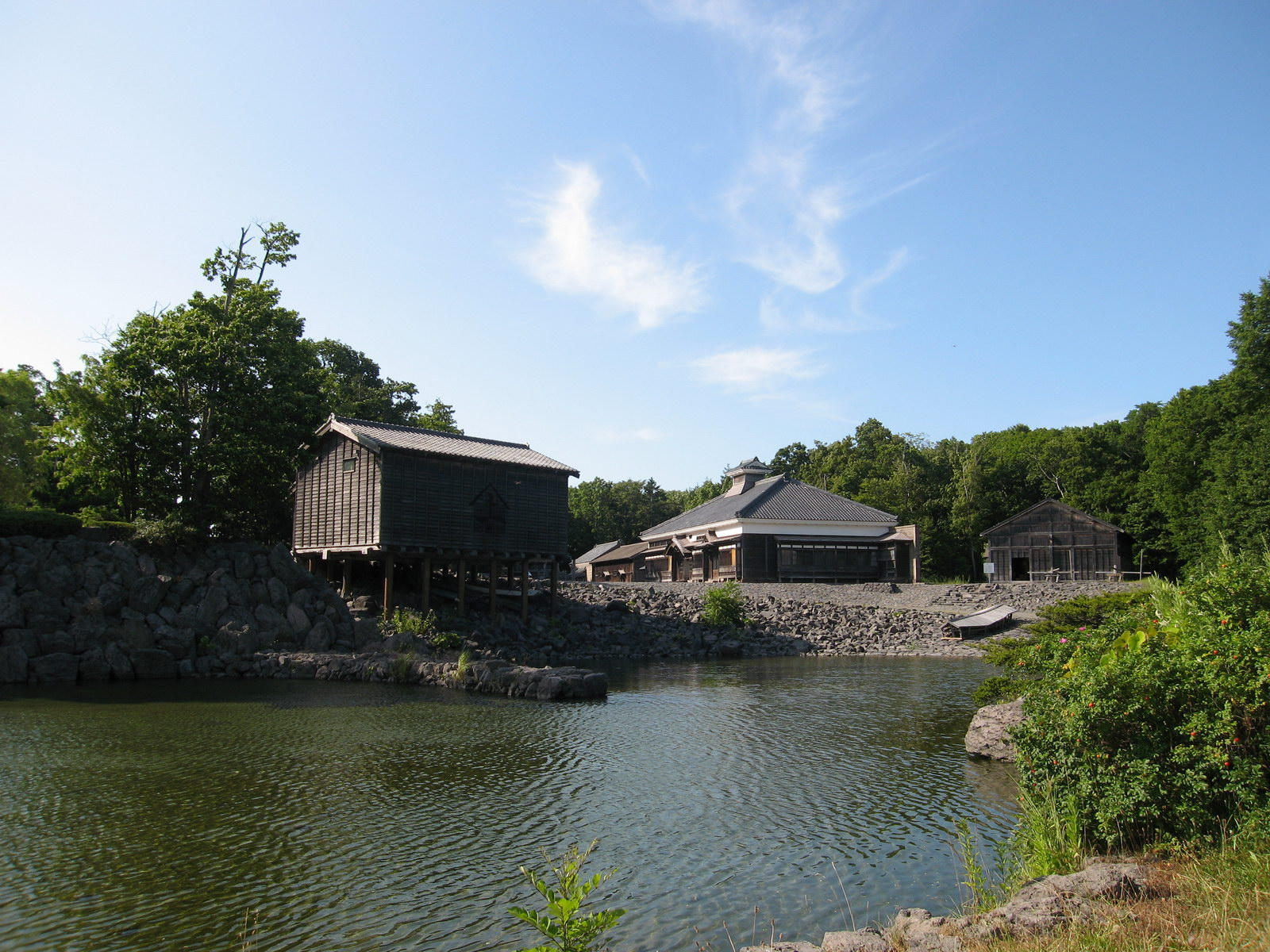
余市の漁村のロケが行われた北海道開拓の村（札幌市）

## あらすじ
番組関係者の談話やメディアにおいての公式発表において第15週までを「大阪編」第16週以後を「北海道編」と称しているため、本項もこれに順ずる。

### 大阪編（第1週 - 第8週）
1971年（昭和46年）5月、北海道余市町のウィスキー蒸留所で開催された「スーパーエリー特別賞受賞祝賀式典」の会場にて、ウイスキー会社の創業者で社長の亀山政春は、壇上に飾られた自社製のウイスキー「スーパーエリー」と亡き妻エリーの遺影を眺め、彼女と過ごした日々を回想していた。
スコットランドでウイスキーの醸造技術を学ぶ政春は、現地の女性エリーと出会い、1920年（大正9年）に結婚。日本産のウイスキーを造る夢を叶えるため、周囲の反対を押し切り彼女を連れて帰国する。訪れた広島の政春の実家では、外国人との結婚を母は猛反対するが、政春の良き理解者であった父は家業の造り酒屋「亀山酒造」を継がせたい本心を抑え、政春の進路を応援する（第1週）。
政春とエリーは、政春の元の職場である「住吉酒造」でウイスキー作りを始めようと大阪で新婚生活を始める。政春と結婚する心算だった社長・田中大作の娘・優子は、政春とエリーに嫌がらせをするが、エリーに炊飯を教えたことを機に友情が芽生える。また、エリーに警戒していた近所の住民も、町の世話役・キャサリンの仲介で打ち解けるようになる。取引会社の社長・鴨居欣次郎は、政春が抱くウイスキー製造構想に興味を持つとともに政春とエリーを気に入り、何かと世話を焼いたりエリーの相談に乗るようになる（第2- 3週）。
ある日、取引商品の名誉回復のために政春は鴨居商店に出向する。当初政春は鴨居の経営方法に違和感を感じるが、人を大事にする鴨居の信条に気付き心を打たれる。そんな鴨居から共にウイスキーを作ろうと入社の誘いを受けた政春は、悩んだ末に大作からの恩を裏切れずに辞退する（第4週）。
しかし、住吉酒造の株主総会において経営不振の現状が懸念され、新事業のウイスキー製造着手は不承認となる。さらに政春は、優子の婚約者の父に危険人物とみなされ、退職に追い込まれる（第5週）。
住吉酒造を後にした政春は、新たな職に就いても長続きせず、見かねたエリーが仕事を始めようとすると彼女を心配して反対し、夫婦は次第に困窮していくが、近所の人々の人情に支えられ、日々を食いつないでいく。また政春とエリーも、高熱を出した近所の子供を看病したり、家主・野々村家の家庭内不和を解決するなど、近所の人々の手助けをする。
その頃、鴨居は、不景気な世情ながらも活発な宣伝戦略で利益を上げる傍ら、初の国産ウイスキーを作ろうと試飲やスコットランドの要人との折衝を始めていた（第6 - 7週）。
父の危篤という嘘の知らせを受け、政春とエリーは広島に帰省する。実家で過ごすなか、政春は将来生まれるエリーとの子供のためにも、このまま一家で残ろうと考えるが、父にたしなめられる。ウイスキーを作りたい思いは強く、さらに一家で苦難を乗り越えるエリーの覚悟を聞き、再び大阪に戻る（第8週）。

### 大阪編（第9週 - 第15週）
政春は鴨居に入社を願い出ようとするが、互いに売り出したいウイスキーの価値観が相違し、交渉は決裂する。後日鴨居は、政春が本場でも認められる程の技術者と知り、さらに少年時代に抱いた洋酒を作り販売する夢を思い返し、政春に入社を誘い出る。鴨居のウイスキー作りに対する情熱を知った政春は、入社を決め、鴨居とエリーと3人で手を取り合う（第9週）。
ウイスキー醸造工場建設に向けて、軽い乗りで物事を決定する鴨居に政春は不快感を持つが、建設予定地の山崎を視察して環境がウイスキー作りに適していると分かり、鴨居の先見の明あっての建設地決定や設計変更と知り、目から鱗が落ちる。工場の技師長として亀山酒造の職人・俊夫を呼び寄せ、やがて山崎工場が完成した日にエリーに待望の子供が授かったことが判明する（第10週）。
政春とエリーは、鴨居に頼まれ、彼の大学生の長男・英一郎を預かる。母の死と父との軋轢から心を閉ざし憎まれ口を発する英一郎であったが、亀山夫妻と近所の人々の温かさに感涙し、心を開いていく。そんななか、エリーは階段で足を滑らせ転倒し流産。医師から政春は、エリーの元々の体質上、夫妻に子供は望めないと宣告される（第11週）。
意を決した政春から不妊の事実を聞いたエリーは大きなショックを受けるが、政春と話し合い、エリーの命を守り他界した子供の分も夫婦で生きることを決める。一方鴨居は、妻が生前、鴨居の夢を応援していたことや、彼女に応えるべく仕事に打ち込み、今も亡き妻と夢を追い続けていることを英一郎に打ち明け、父子は和解を果たす。山崎工場のお披露目会後、政春とエリーは養女を迎え「エマ」と名付ける（第12週）。
山崎工場稼働から4年後、不況は鴨居商店にも影響を与え、鴨居は経営難対策の一環としてウイスキー発売の前倒しを決める。政春は鴨居に説得され熟成途中のウイスキーをブレンドし、日本初となる国産ウイスキーの発売を果たすが、商品は不評で売れず、鴨居から日本人好みの味への改良を命令される。本場の味と製法にこだわる政春は鴨居と対立、政春に味方し鴨居のやり方に憤る工員らが抗議騒動を起こす。結果、騒動を先導した俊夫は自主退職し、政春は鴨居に営業への異動を示唆される（第13週）。
北海道へ営業に赴いた政春は、余市のニシン漁師・森野熊虎の自宅に招かれ、余市がウイスキー作りに適した環境と知る。その頃エリーは、政春の母の危篤を知らせる電報を受け取るが、政春と連絡が付かず、エマと2人で竹原に向かう。政春の母はエリーに相変わらず悪態をつきながらも、献身的に自分の看護をするエリーと本音で語り合える様になる。臨終を迎えた母はエリーの花嫁衣装姿を見たいと所望、エリーを日本一の嫁と認め、駆けつけた政春の腕の中で息を引き取る（第14週）。
ウイスキー販売の難しい現状を実感した政春は、本格ウイスキーを作りたい情熱を押し殺し、材料や製法を大幅に変え、日本人向けの味を追求する。しかし、出来上がった改良品も売れず心が折れた政春は、エリーの説得を受け、自分が作りたいウイスキーを作るために北海道に行く決意をし、鴨居に退職を願い出る。鴨居は政春が経営者として向かないと否定的な見解をするが強い意志を認め、退職金代わりに開業資金の一部を出資する（第15週）。

### 北海道編（第16週 - 第23週）
北海道の余市に到着し、政春とエリーは熊虎を訪ねる。ニシンが不漁となり多額の借金を抱え困窮する熊虎であったが、政春の「北海道果汁」開業に共感し、子供達に故郷を遺すために、政春に工場建設地として自宅の敷地を譲り渡す（第16週）。
ウイスキー製造資金を集めるために、地元のリンゴ100%のジュースの製造・販売を始めた政春であるが、2年経っても売れ行きは芳しくなく、出資者らから叱責される。同じ頃、小学3年となったエマは、エリーに似ていないことなどを同級生にからかわれて喧嘩沙汰となる。将来はエリーの様な容姿になると信じるエマに対して、政春とエリーは意を決して養女であることを打ち明ける。ショックで高熱を出したエマであるが、同級生から自分にとって世界一の両親に恵まれていることに気づかされ、改めて政春とエリーに尊敬の眼差しを向ける（第17週）。
政春はリンゴジュースを「リンゴ汁」と改名し、病院などを取引相手に商品の売れ行きが伸び始めた頃、鴨居商店は英一郎が手がけたウイスキー「丸瓶」を発売し、巷で好評を得るとともに、政春も美味しさを評価する。その矢先、政春とエリーのもとに、英一郎の死を知らせる連絡が来る。大阪で鴨居と再会し、英一郎が政春を意識しながらウイスキーを手がけていたことを聞いた政春は、俊夫とハナの結婚披露宴において、出資者にはリンゴ製のブランデーを造ると嘘をつき、ウイスキー造りを始めることを宣言する（第18週）。
そして6年後、政春が求め続けていた味のウイスキーが完成。出資者らを説得し販売にこぎつけるが、半年経っても商品は売れず、工場は多額の負債を抱える。出資者らの指示で、政春は断腸の思いで従業員の半数を解雇しようとしたとき、海軍により在庫のウイスキーをすべて買い上げられるとともに、工場は海軍に指定され、倒産の危機を免れることとなる（第19週）。
第二次世界大戦が開戦して外国人は敵視される世情となり、エリーも実際に嫌がらせを受け、外出を控えるようになる。夫とともに英国に渡る決意をしたキャサリンから出国の誘いを受けるエリーは、頑として断るものの、政春はエリーの身を案じ、彼女を出国させるために離縁しようと考える。そんななか、エリーをスパイと疑う特高警察が亀山宅に家宅捜索に押し入り、エリーは連行されそうになるが、偶然訪れた海軍士官の半ば恫喝めいた説得によりエリーはその場で解放される。その際に日本で生きるエリーの強い決意を知った政春は、工員らの前で、家族3人離れないことを誓い協力を求める（第20週）。
女学校を卒業したエマは勤労奉仕で軍需工場で働きだし、軍事活動に消極的なことから同僚に責められる日々を送るなか、本音を受け止め理解してくれる一馬に恋をする。エリーはエマを子供扱いし恋愛は早いと猛反対するが、自身の過去の悲恋を打ち明けたうえでエマの考えを聞き、様子を見守ることを決める。エマが一馬にその想いを告げ、気兼ねなく恋愛を謳歌し始めた直後、一馬のもとに召集令状が届き（第21週）、亀山家、森野家の人々は悲しみをこらえつつ一馬を祝い、生還を祈りながら彼の出征を見送る。内心エマを真剣に想っていた一馬は「帰ってきたら言いたいことがある」とエマに言い残し、出征してゆく（第22週）。しかし一馬は英霊となって帰宅。数ヶ月後に終戦を迎え、政春は工員たちの生活基盤を立て直すために工場の敷地を農地として解放し工場を暫く休業する。海軍の取引撤退により工場の売上が落ち込むなか、他社からイミテーションウイスキー生産のために原酒の取引依頼が舞い込み、さらに進駐軍から兵士のためにウイスキーの販売依頼を受ける。本格ウイスキーへの信念と亡き一馬のことを思い悩み迷う政春であるが、熊虎に説得され、工場を守るために進駐軍の依頼を受ける（第23週）。

### 北海道編（第24週 - 第25週）
政春は出資者から、3級ウイスキーを製造するよう言われるが、本場・スコットランドで本物のウイスキー製造を学んで来た政春にとって、それは受け入れ難い要求であった。そんなある日、シベリア抑留になっていた甥・悟がドウカウヰスキー余市工場を訪れ、復員の挨拶をした。彼は、過酷な抑留生活で心に深い傷を負っており、ある騒動がきっかけで、政春にシベリアでの想像を絶する体験をぶちまけた。
「3級のウイスキーなど偽物だ」と語る政春に悟は「酒に本物も偽物もない。仲間を裏切って日本に帰った自分を、最初に許してくれたのは3級酒。あの酒が自分には本物だった」と明かし、このことがきっかけで政春は“安くて、うまい”3級ウイスキーの製造に乗り出すことを決意した。
そんな中、竹原から父・政志と姉・千加子が訪ねて来た。息子の生還に、千加子は感涙。一方、寝る間も惜しむほど3級ウイスキー製造に取り組むが、原酒を希釈するアルコールの選択でうまくいかない政春は、政志に広島の柔い水で日本酒作りをした秘訣を尋ねると政志は「肝をつかめ」とアドバイスした。政志は広島の水に合う麹を探し行き詰っていたところ目先を変え違う米を使うことで「肝」を掴んだ体験を語ると、これをきっかけに政春は俊夫・悟と共に希釈するアルコールから原酒へと「肝」を定め、ウイスキー庫にある樽を調べた。その結果、戦死した森野一馬が生前、自身に託した大麦で作ったウイスキーが3級ウイスキーに適していることが明らかになる。
そしてついに政春は、国産3級ウイスキー・「余市の唄」を完成させる。完成発表会は大盛況で、かつて彼が鴨居商店にいた頃、最初に作ったウイスキーを酷評した澤田からも「『独りよがりの味』から脱却できたな」と褒められ、ついに発売へと乗り出した。（第24週）
1949年（昭和24年）、「余市の唄」は大評判となり、余市が“ウイスキーの里”として注目される中、政志と千加子から杜氏不足や高齢化による亀山酒造の先行きへの不安を聞かされていた俊夫は、ハナを連れて広島・竹原へと帰ることを決意。その出発の朝、「途中まで一緒に行く。会津の町も見せてやりたいから」と、熊虎もいきなり旅支度で現れ、「命があったら、また会うべ!」の言葉を残して、俊夫・ハナと共に余市から旅立った。
その12年後、1961年（昭和36年）はじめの冬の日。エリーは養子となった悟夫妻と孫たちに囲まれ、穏やかな日々を過ごしていたが、イギリスの出版社で働いているエマが、恋人・マイクを連れて帰国。それと同時に、エリーが病に冒されていることが明らかに。
往診の帰り、エリーハウスへ立ち寄った主治医・一恵から、彼女の本当の病状を明かされ、ショックを受ける政春。限られた時間の中、政春はまだ正式な結婚式を挙げていないという思いから、彼女のためにウエディング・ドレスを仕立て、エリーに「良くなったら、結婚式を挙げよう」と告げた。
その直後、政春夫妻は余市工場内を散歩。少し離れて歩く、エマとマイク。仲睦まじい政春夫妻の姿を見つめるうち、マイクはエマにプロポーズする。エマがプロポーズされたことを告げようと2人に駆け寄ったその時、エリーが倒れてしまう。危篤状態に陥ったエリー。往診に来た一恵を送り出したのち、帰り際の一恵の言葉に何かを感じ取ったエマは政春に母の本当の病状を問いただし、余命わずかだと知ると、泣き崩れた。
最期の時が近づく中、エリーは政春と2人きりの時間を過ごし、想い出を語り合い、倒れる直前に認めたラブレターを「私が天国に行ってから（読んで）」と、政春に手渡した。こうしてエリーは政春に見守られながら、その生涯を終えた。
エリーの没後。政春は葬儀等の手続きを悟・エマに任せきりにし、部屋へ閉じこもり、生前の彼女の写真を見ながら泣き暮らす日々を送っていた。その様子を見かねたエマは、部屋へ入り声をかけた。ふと政春が窓に目を遣ると、テーブルの上に彼女から送られたラブレターが。読み始める政春。その手紙には、政春と過ごした日々や政春への愛情と感謝が綴られていた。涙ながらに読む政春の表情に、生気が蘇ってゆく。やがて彼は家を出て工場へと向かい、葬儀の間封鎖していたポットスチルの窯を開け、火をくべるとエリーへの愛をこめて再びウイスキー作りに乗り出した。
それから10年後の1971年（昭和46年）5月。ドウカウヰスキー余市工場では、政春がエリーへの愛をこめて製造したウイスキー・「スーパーエリー」がスコットランドのウイスキー品評会で特別賞を獲得。その記念式典が開催されていた。彼が生み出した「命の水」は日本のみならず、世界に通用する味として認められたのであった。
式典を終え、工場の敷地内にあるエリーの墓へ向かう年老いた政春。彼は、受賞したウイスキーをエリーの墓前に献杯した。政春はエリーの墓に寄り添いながら、これまでの日々を走馬灯のように想い返していた。エリーとの出会いから50年の年月をかけて、自らの理想をついに実現させた政春。日本から遠く離れた異国の地・スコットランドから始まった、政春とエリーの「人生は冒険旅行」。その冒険旅行は、ようやく終わりを迎えたのであった。

## 登場人物

### 主人公とその家族
亀山政春（かめやま まさはる）
演 - 玉山鉄二（少年期：神先朔也、青年期 : 南部綜汰）
本作の主人公。一人称は「わし」。エリーからは日本に帰国以来「マッサン」と呼ばれ、周囲にも、次第にこの呼び名が定着する。猪突猛進で周囲の人々としばしば諍いを起こすこともあるが、実直で勤勉な性格で、ウイスキー作りへの一途な情熱は周囲の人々を認めさせていく。
広島県竹原の造り酒屋の次男として生まれる。大阪工業学校を卒業後、住吉酒造に就職。20歳の時に初めて飲んだウイスキーの味に感動して以来、日本でウイスキーを造る夢を抱き、社長の援助でスコットランドに留学中に、エリーと出逢い交際する。2年間の修業を終え帰国を機に、両家の反対を押し切りエリーと結婚。1920年（大正9年）、エリーを連れて実家に戻り、彼女を妻として周囲に認めさせようと奮闘するが、母・早苗だけは説得できず、エリーと共に家を出て住吉酒造に復職する。しかし、ウイスキー製造計画は株主たちに承認されず、さらに優子の婚約者の父の要求により退職に追い込まれる。その後、定職に就けず困窮する期間を経て、ウイスキー作りに向け本格始動した鴨居商店に再就職。新たにできる山崎工場の工場長に就任し、初の日本国産ウイスキーを作り上げるが、味が不評で売れず製法と商法について鴨居と揉めた結果、営業への異動を命じられ、ウイスキーの宣伝に北海道へ渡る。現状においてウイスキーを売る難しさを痛感したことと、亡き母もウイスキー造りを応援していたことを知り、大阪に帰社し鴨居に頼み工場長に復帰後は、鴨居に従い日本人向けの味の追求を重ねるが、改良品も売れなかったことをきっかけに、北海道で自分が作りたいウイスキーを作るため、鴨居商店を退職し開業へと歩み出す。
かつて、ウイスキーの営業で渡った北海道にある余市町が、ウイスキー作りに適した土地であることから、余市に工場を構えることに。
1945年（昭和20年）、生まれ故郷である広島県に原爆が投下され、竹原の家族と一時連絡が取れなくなり、電報を打つ（後日、家族から無事を伝える電報が届いた）。だが、広島原爆投下をはじめとする、アメリカ軍の終戦直前の戦争行動に、政春は恨みを募らせてしまい、終戦直後のアメリカ進駐軍(GHQ)のせっかくの取引要請を商機であるにもかかわらず、拒否してしまう（周囲の説得で仕方なく取引を開始する）。
終戦から3年後、シベリア抑留から復員した甥・悟（後述）から「3級酒が自分にとっては、一番うまい酒だった」と当時のことを打ち明けられ、さらには出資者たちからも3級酒を造るように迫られていたことから、3級ウイスキー製造へと乗り出す。
はじめはなかなかうまくいかなかったが、父・政志のアドバイスがきっかけでウイスキー庫に貯蔵していた原酒を調べたところ、戦死した森野一馬（後述）から託された、大麦で作った原酒が適していることが判明。ついに日本中の注目を集める3級ウイスキー・「余市の唄」を完成させた。
12年後の1961年（昭和36年）、エマが婚約者・マイクを伴って帰国したのと同時期。エリーが病に冒されていることを主治医から知らされ、愕然となる。
正式な結婚式を挙げていなかったことから、彼女のためにウエディングドレスを購入し、式を挙げようと計画。その直後に4人で余市工場敷地内を散歩していたが、ついにエリーが倒れる。最後は2人きりの時間を過ごし、エリーの臨終を看取った。エリーの死後は呆然自失の状態が続いたが、彼女が生前に書き残した最後のラブレターを読んで気力を取り戻し、再びウイスキー作りの仕事に戻る。それから10年後、エリーの名前が付けられた自社製のウイスキー「スーパーエリー」が本場のスコットランドからも高品質のウイスキーとして認められ、「ベスト・スコッチ・スタイル・ウイスキー」の特別賞を受賞した。
ニッカウヰスキーの創業者である竹鶴政孝がモデル。また、第1回の冒頭に登場するウイスキー「スーパーエリー」と物語後半に登場するウイスキー「余市の唄」は、実際にニッカウヰスキーから発売されている（されていた）ウイスキー「新スーパーニッカ」（前者）と「ニッカスペシャルブレンド」（後者）がそれぞれモデルとなっている。
亀山エリー（かめやま エリー）
演 - シャーロット・ケイト・フォックス（少女期：エマ・バーンズ）、日本語吹き替え - 恒松あゆみ
本作のヒロイン。旧姓は「Elizabeth Henderson」。結婚後の戸籍上の正式名は「亀山エリザベス」。一人称は「私（わたし）」。歌が好きで、スコットランド及び日本の民謡などを頻繁に口ずさんでいる。前向きな性格で何事にも真剣に取り組み、内助の功となり政春を支え、家庭を守りつづける。チキンブロス、シェパーズパイなど欧州の家庭料理をはじめ、来日してから懸命に覚えた日本の料理を作って食卓を彩り、風邪をひいた時には身体を温めるウイスキーをベースとした飲み物ホットトディを作る。家族の普段着やベッドカバーやクッションなども自ら縫いあげるなど、家事全般は得意である。
スコットランドの医者の家に生まれ育つ。婚約者を戦争で亡くし恋をしないと決意して数年後、自宅でのクリスマスパーティーで、妹の大学の友人であった政春と出逢い、彼との交際の中で日本語を学び、やがて彼から求婚される。結婚にあたり、スコットランドに永住しても構わないと告げる政春に対して、日本でウイスキーを造るという政春の夢を尊重し、結婚後は彼と共に日本へ渡る決意を固め、駆け落ち同然で来日した。両家の母や一部の親族から批判され、外国人ゆえに周囲から偏見を持たれたり注目されながらも、愛する政春のために日本人として生きていこうと奮闘する。
当初は「マサハル」と呼んでいたが、来日後、夫を呼び捨てにしてはならない日本のしきたりを早苗から教わり、「マサハルさん」と呼ぶことにした。しかし「マサハルさん」の発音が難しいとの理由から、政春を「マッサン」と呼び始める。
鴨居商店の山崎工場の落成時に、政春との子を宿したことが判明するが、自宅の階段で転落して流産。その際に、幼い頃から病弱で体力に乏しいこと、現在も極度の貧血であることから出産は母体の生命に危険が及ぶ危険性が強く、ほぼ不可能であることを医師に診断される。山崎工場のお披露目後、キャサリンの仲介で、身寄りのない乳児に「エマ」と名付け、養女に迎え入れる。
第二次世界大戦が開戦し、日に日に戦局が激しくなっていくと街頭で子供たちから石を投げつけられたり、あらぬ悪口を囁かれたりと外国人を敵視する世情を痛感する。身の危険を感じるほどになり、やがて自宅の中で過ごすことが多くなる。ストレスから神経質になってしまうことも多く、特に思春期を迎え恋をするようになったエマに対して過干渉になるが、エマの気持ちと向かい合うために自分の辛い初恋の思い出を打ち明ける。その際に、自分もかつて実父から貰った「人生は冒険旅行」の言葉を改めて噛みしめ、エマを見守ることを決める。
日本が終戦を迎えたと同時に特別高等警察の監視下から解かれたが、心労がたたり倒れてしまう。
終戦から3年、ようやく平穏な日々を過ごすようになる。
俊夫夫妻が余市を去ってから12年後、養子の悟夫妻に生まれた孫たちに囲まれ、幸せな時間が訪れるものの病魔に冒されており、すでに余命わずかであった。自身の余命を悟り、政春へ最後のラブレターをしたためていた。
政春・エマたちと余市工場内を散歩中、ついに倒れ、危篤状態に。最後は政春と2人きりでこれまでの思い出を語り、穏やかな時間を過ごす。やがて身体を横たえたエリーの手を政春はしっかりと握り、スコットランドから日本へ二人で向かったその日にエリーに告げた「この手、離すなよ」の言葉を贈る。エリーもあの日と同じように「はい」と返事、その言葉を最期に静かに目を閉じて生涯を終えた。
生前に書き残した政春へ宛てた最後のラブレターは、彼女の葬儀後に読まれ、憔悴しきっていた政春の心に再び仕事復帰する気力を与えた。
竹鶴政孝の妻・リタがモデル。病弱という設定や第11週で描かれた1924年（大正13年）の流産はリタの史実を踏まえたものである。
亀山エマ（かめやま エマ）
演 - 木南晴夏（総集編後編の語り兼）（幼少期：住田萌乃、15歳から18歳：優希美青）
政春・エリー夫妻の長女。一人称は「うち」→「私(わたし)」。
不慮の事故で身よりがなくなり教会に預けられていたところ、キャサリンの紹介で夫妻の養女に迎えられる。夫婦それぞれの名前の頭文字が名付けの由来。
娘に甘い政春と躾に厳しくも惜しみない愛情を注ぐエリーのもと、4歳時にはおしゃまな少女に成長するが、時折、頑固でわがままな性格が垣間見え、エリーを手こずらせる。
両親とともに北海道に移住後、地元の小学校に進学。小学三年生の時に、エリーに容姿が似てないことを同級生らにからかわれ、心に暗雲が垂れ込めたことを機に政春とエリーから養女であることを告げられる。動揺は隠せなかったが、今までもこれからもかけがえのない両親であることに変わりはないと改めて思い直し受け入れる。後日、両親が見守る授業参観において家族についての作文を発表し、そのなかで「世界一の両親」と自信をもって読みあげて政春とエリーを感激させた。やがて女学校に進学、はつらつとした活発な娘に成長。日本的な厳しい躾と自分の意見をはっきりと言葉にするというエリーの教育方針に則り、自分の意思を主張することに躊躇がない。日常的に英話を用いるバイリンガルである。
第二次世界大戦開戦後、外国人を敵視する世情から、母のことを含めて学校で陰険な嫌がらせを受けるようになる。
女学校を卒業した17歳時には、勤労奉仕で軍服を縫製する軍需工場で働くが、軍事活動に消極的な様子から、同僚らから執拗になじられるようになる。そんななか、本音で語り合える一馬に恋をし、彼に思いを打ち明ける。しかし返事がもらえぬまま一馬は出征、帰還を待ち侘びる日々を過ごす。しかし1945年、彼の戦死により失恋する。
終戦後、小樽の英文タイピスト養成学校に通い始める。
終戦から3年、25歳になったエマは進駐軍の事務所に勤務して2年目。バイリンガルの強みを生かし、翻訳や通訳、タイピストの仕事をしている。悟の帰還と同時期、上官からアメリカへの転勤を勧められる。家訓ともいえる「人生は冒険旅行」の言葉が背中を押し、渡米を決意する。
1961年には、アメリカからイギリスへ移って出版社で働いており、現地で知り合ったマイク（後述）と婚約。一緒に日本へ帰国した。エリーが倒れたことで、母の病状を知りショックを受け泣き崩れる。
岡崎悟（おかざき さとる） → 亀山悟（かめやま さとる）
演 - 泉澤祐希（少年期：向鈴鳥）
千加子の第3子。
出征していたが、ソ連軍に捕らえられシベリア抑留となっていた。
1948年（昭和23年）にようやく帰還を果たし、政春のいるドウカウヰスキーを訪ね、復員の挨拶をした。
シベリアでは想像を絶するほどの苦難を味わい、悪夢にうなされるように。鰊御殿で同部屋になったある復員兵から「時計を盗んだ」とあらぬ疑いをかけられ激怒する。騒動の後、連れて来られたウイスキー庫で抑留時に味わった過酷な出来事を政春にぶちまけ、いまもその記憶に苦しんでいることを吐露した。
やがて政春に促されて3級ウイスキー製造を手伝い始め、醸造に興味を深めていく。訪ねて来た政志や千加子に、余市に留まりウイスキー製造を学ぶ決意を告げる。
1961年の時点で既に結婚しており、二児の父親となっている。
マイク
演 - 中島トニー（第146回より登場）
1961年にエマが両親のもとに帰省した折に同伴した婚約者。
亀山和歌子（かめやま わかこ）
演 - 宮嶋麻衣（第146回より登場）
悟の妻。
亀山政太朗（かめやま まさたろう）
演 - 本郷颯（第146回より登場）
悟と和歌子の長男。
亀山絵美（かめやま えみ）
演 - かわさき鈴乃（第146回より登場）
悟と和歌子の長女で政太朗の妹。

### 広島・竹原の人々

#### 亀山家の人々
代々造り酒屋「亀山酒造」を営んでいる。「亀山酒造」のシーンは竹鶴政孝の生家でもある竹鶴酒造（広島県竹原市）でロケが行われた。
亀山早苗（かめやま さなえ）
演 - 泉ピン子
政春の母。一人称は「うち」。亀山家の跡継ぎ娘として育ち、家を守り続けてきた。長男が家業を継がず家を出たため、次男の政春に跡継ぎとしての期待を寄せる。外国人であるエリーを政春の嫁として頑に認めず、エリーを亀山家から追い出そうとする。政春とエリーが大阪へ旅立つ際まで二人の結婚に反対するが、エリーに日本人の嫁になる宿題として「箸を使えるようになる」ことを条件とする意味を込めて1膳の箸を贈る。
政春が住吉酒造を辞めたと知り、政志の危篤を知らせる嘘の電報を政春に送り、家業を継がせようと呼び戻す。その際にも、政春と一緒に帰省したエリーを家族と認めず女中扱いし、帰国するよう嫌味を発するが、心中では政春のために尽くす彼女を認め、政春とエリーが大阪に戻る際には（表向きは女中への給金として）大金を贈る。政春とエリーが再就職の報告に来た際には、当初離婚の報告と勘違いして喜びを見せるも、それが勘違いと分かると、外国人を嫁として受け入れられないことを曲げないうえで、エリーが日本人に生まれなかったことを憂い涙する。その後も大阪に様子を伺いにやって来ると、エリーに政春への接し方やエマへの育児について意見をしながらも、自宅に戻ると遠回しにエリーを褒める発言をする。政春が北海道出張中に危篤となり、帰省し看護するエリーと本音で語り合える仲に変わる。臨終時にはエリーを「日本一の嫁」と公に認め、エリーから教わった英語を使って礼を述べ、政春の腕のなかで静かに息を引き取る。
亀山政志（かめやま まさし）
演 - 前田吟
政春の父。婿養子として亀山家に入り、広島では不可能とされた灘（灘五郷）・伏見に負けない酒を作り上げ、政春に新しいことへ挑戦する夢を与える。そのため本心は亀山酒造を継がせたい一方で、ウイスキー造りに対する政春の情熱も理解を示し、本気であれば命懸けで夢を叶えるよう政春を教え諭し、早苗が頭ごなしに反対していた政春とエリーの結婚も、当初から温かく見守り続けていた政春の良き理解者である。
政春とエリーが2度目の帰省をした際には、腰痛で動けないと仮病を使い、政春にウイスキー造りへの情熱を取り戻させようと、酒蔵仕事を手伝うよう仕向ける。また、エリーと将来生まれる子供のためにウイスキー造りを諦めて実家に戻り安定した家業を継ぐことを考え始めた政春に、子供を理由に弱音を吐いていることを厳しく叱責し、ウィスキー造りへの情熱を取り戻させた。
早苗の死後、生前に早苗が心の底から政春のウィスキー造りを応援していた気持ちを代弁して政春に伝えた。
終戦から3年後、千加子と共に余市を訪れ、3級ウイスキー製造に試行錯誤している政春に対し、ヒントを与えた。
1961年の時点で既に故人。
岡崎千加子（おかざき ちかこ）
演 - 西田尚美
政春の姉。結婚して家を出ており、子供が2人いる。弟の嫁として亀山家にやって来たエリーに対して否定的な見解を語る。
政春とエリーが2度目の帰省をした際にも、国際結婚やウイスキー作りについて諦める様エリーに厳しく説得するが、嫁の仕事を習得しようと頑張るエリーの様子を見て考えが変わり、自ら進んで亀山家の味噌汁の作り方をエリーに教え、彼女を応援するようになる。同時期に後に政春の養子となる第3子の悟を出産する。
亀山すみれ（かめやま すみれ）
演 - 早見あかり
政春の妹。教師になることを目指し女学校に通うなか、兄と共に来日したエリーと出逢う。初対面からエリーを歓迎し、日本に馴染もうとする彼女に協力する。政春とエリーが大阪に行った後から、自分の勉強を兼ねて、エリーと英文で文通するようになる。
早苗の病臥頃には女学校の教師に就職している。また、政春の家に早苗の危篤を知らせる電報を送る。
島爺（しまじい）
演 - 高橋元太郎
亀山酒造の番頭。政春とエリーを好意的に見守る。
八澤俊夫（やざわ としお）
演 - 八嶋智人
亀山酒造の蔵人（酒造り職人）。一人称は「わし」。政春の小学校時代の先輩で、政春からは「俊兄（としにい）」と呼ばれている。あまのじゃくでそそっかしいが、政志を尊敬し、水米共に広島産の酒を作ることに情熱を持っている。日本酒の良さに理解を示すエリーとは馬が合う一方、家業を継がずに洋酒会社に就職した政春を「西洋かぶれ」と称して快く思わず、政春と度々衝突している。政春とエリーが再就職の報告から大阪に戻る際には、餞に、自分が初めて杜氏を務めて作った新酒をエリーに贈る。鴨居商店の山崎工場の創業にあたり、呼ばれて技師長に就任するが、技師長就任後も、職場において政春を「お坊ちゃま」と呼び続ける。
山崎工場創業から4年後、工員を尊重しない鴨居の経営方法に憤り、ブレンダーを外部から呼び味の調合をさせようとやってきた鴨居に対して、工員を集め酒樽の前にバリケードを作り抵抗する。この件の責任を負い、鴨居商店を自主退職し、亀山酒造に戻る。
その後、政春の開業に向けて呼ばれ、再び職人として余市に赴く。
ハナに対して密かに恋慕っていたが、想いが叶うはずがないと思い込み、憎まれ口を叩くような振舞いをしていた。彼女への想いをかき消そうと、リンゴ汁を元とした酒（ワイン）の開発に打ち込む。しかし、実はハナも俊夫に恋をしており双方の想いがようやく通じ合い、結婚を果たす。
長らく余市に留まっているが、亀山酒造を退職しているわけではなく、「無期限出向中」といった立場である。そのため、余市にてウイスキー作りを手伝うようになってからも長い間に亘って亀山酒造の半被を着用していた。北海道果実を創業して以降も亀山酒造の半被を着続けていたが、ハナに新しく誂えてもらってからは DOUKAH と書かれた半被を着用している。
ハナとの間に子供はいない。
悟との会話で政春が3級酒を作る方針を決め、他社より発売されている3級酒を買い集めて成分分析を行うが、政春と意見が食い違い、再び対立してしまう。だが、ウイスキー庫にあった樽を調べる内、亡き義弟・一馬が政春に託した大麦で作られたウイスキーが、3級ウイスキーに適している事を知り、涙ぐんでいた。
1949年（昭和24年）「旦那様の酒蔵を守るために広島へ帰りたい」と切り出す。竹原へ旅立つ日に悟へ DOUKAH と書かれた半被を譲る。
亀山家の親戚たち
演 - 芝本正、みぶ真也、松寺千恵美、田中恵理
杜氏（とうじ）
演 - 石川達也
亀山酒造の杜氏。

#### その他の広島・竹原の人々
和尚
演 - 神山繁
竹原の町の長老。早苗にとっては幼い頃から世話になり頭が上がらない存在である。すみれからは偏屈な性格と評され、亀山家の法事の席で政春から教わった通りに振る舞うだけのエリーを最初は嘲るが、毅然とした態度で千加子の子供たちの喧嘩を仲裁したエリーの行動に感心し、その場に居合わせた亀山家の親戚一同と共に彼女の心意気を認める。
岡崎寛子（おかざき ひろこ）
演 - 眞鍋歩珠
千加子の娘。法事の場で起こった事故をきっかけにエリーを慕い始める。
岡崎勝（おかざき まさる）
演 - 宮崎航平
千加子の息子。寛子と同じく、法事の場で起こった事故をきっかけにエリーを慕い始める。戦後は教師になっていることが千加子によって語られている。
岡崎徹（おかざき とおる）
演 - 森澤匡晴
千加子の夫。
医師
演 - 泉祐介
政志が腰痛を起こした際に往診に来た医師。
産婆
演 - 川本美由紀
千加子の第3子出産に立ち会った、竹原の隣町に住む産婆。

### スコットランドの人々

#### エリーの実家の人々
ヘレン
演 - アナンダ・ジェイコブス、日本語吹き替え - 鎌田梢
エリーの妹。留学中の政春と同じ大学で学び、政春をエリーと引き合わせるきっかけを作る。
ウィリアム
演 - タクマ・ウォーレン、日本語吹き替え - 比嘉久美子
エリーの弟。政春からは柔道を教わる。
ローズマリー
演 - インゲ・ムラタ（エリーが幼少時のローズマリー: キム・マルヤマ)、日本語吹き替え - 松岡洋子（総集編後編を除き「語り」との兼任）
エリーの母。
優しく料理が上手であったが、長女であるエリーには我慢を強いるなど厳しい面もあった。
国同士の文化の違いを理由に政春とエリーの結婚を認めず、日本行きの意志を曲げないエリーに絶縁を言い渡す。
1961年の時点で既に故人。
デイビッド
演 - マイケル・ビアード、日本語吹き替え - 千田光男
エリーの叔父。野蛮な東洋人にウイスキーを造れるはずがないと政春の夢を否定し、政春とエリーの結婚に憤り反対する。
エドワード
演 - デヴィドマン
エリーの父。職業は医師。エリーが幼少時に他界している。エリーに対し「人生は冒険旅行」と教え、彼女の信条となる。

#### その他のスコットランドの人々
ジョーンズ英国大使
演 - チャールズ・グラバー
スコットランド出身の英国駐日大使。エリーの死から10年が経った1971年（昭和46年）、余市で開催された「スーパーエリー特別賞受賞式典」に参列し、ジョークを交えつつ日本語で政春の業績を称える。このスピーチの場面は第1回冒頭と最終回の2回にわたって見られる。
ジョージ
演 - ラッセル・トッテン
エリーの初恋の相手。政春がスコットランドに来る前に第一次世界大戦に出征し戦死しており、政春との面識はない。
アンドリュース
演 - トーマス・リンドブルーム
スコットランド出身の貿易商。日本でのウイスキー作りについての審査をしに鴨居商店を訪れたものの、「西洋に比べて文化のレベルが遅れた日本ではウイスキーが作れるはずがない」という言葉が欣次郎とエリーを怒らせ、鴨居商店から追い出された。
スミス
演 - ヘンリー・ファウラー
スコットランドから来たウイスキー蒸留業者。

### 大阪の人々

#### 住吉酒造の人々
政春が最初に勤務する洋酒メーカー。かつて実在した摂津酒造をモデルとしている。
田中大作（たなか だいさく）
演 - 西川きよし
住吉酒造の社長。
1918年（大正7年）、当時の日本ではまだ造られていなかった本格的なウイスキーの製造法を学ばせるため、政春をスコットランドに留学させる。政春を娘の優子と結婚させて婿養子にするつもりであったため、2年後に帰国した政春がエリーと結婚したことを知って動揺するが、互いに惹かれ合い結婚した亀山夫妻を認め、味方する。
サンデー毎日は、摂津酒造の社長・阿部喜兵衛がモデルと報じている。
田中佳代（たなか かよ）
演 - 夏樹陽子
大作の妻。政春がスコットランド留学を終えて帰国した暁には政春を娘の優子と結婚させるつもりであったが、政春がエリーと結婚したことを知って憤慨する。
かねてからの住吉酒造の負債の多さから、政春のウイスキー製造計画について反対する。
田中優子（たなか ゆうこ） → 藤岡優子（ふじおか ゆうこ）
演 - 相武紗季
大作と佳代のひとり娘。住吉酒造の跡継ぎ娘として育てられた。父から政春が2年間の留学を終えて帰国をしたら婿養子に迎えるつもりであると告げられて驚くが、以前より政春を慕っていたこともあり喜びを隠せなかった。無論、政春も承知しているものだと思い、花嫁修業に勤しみ彼の帰りを待ち続けてきた。しかし、政春は留学前からそのような話は微塵も考えたこともなかったこと、既にエリーと結婚していたことを知って憤り、代償として政春に退職を求めたり、エリーに嫌がらせをし辛辣な言葉を浴びせる。しかし、亀山夫妻が新居へ転居後、父の説得を受けて2人と和解して夫婦茶碗を贈り、エリーに頼まれ炊飯の方法を教えたことを機に彼女と打ち解け合い、やがて友達同士となる。
本心は英文タイピストになることを夢見ていたが、住吉酒造の倒産を阻止し会社を守ることが自分の仕事と決心し、藤岡次郎との政略結婚を受け入れる。
矢口清（やぐち きよし）
演 - 白井晃
住吉酒造の専務。大作とともに住吉酒造を立ち上げ、経理面を支えている。
政春の言動が気に障り、他の同僚が政春の帰国・復帰を歓迎する中でただ一人冷めた反応を示し、政春の妻であるエリーに対しても嫌味を発する。
ウイスキー製造計画についても必要経費の多さゆえに反対の姿勢を示し、守谷を味方に付けたり関連会社に独断で中止を告げるなどの根回しをし、政春に対して、ウイスキー製造計画を必ず潰すと恐嚇したり政春本人を気に入らないと言明するなど、政春にとって最初の壁となる人物であり、同時に政春を解雇に導く。
安藤好子（あんどう よしこ）
演 - 江口のりこ
住吉酒造の事務員。既婚。噂話に敏感。政春を「亀山くん」と呼ぶ。こひのぼりの常連客であり、政春が退職後も店でたびたび再会している。
池田晋平（いけだ しんぺい）
演 - 前野朋哉
住吉酒造の社員。政春の助手として、住吉酒造の内部に新設された「ウヰスキー研究室」に配属される。
松原（まつばら）
演 - 木内義一
住吉酒造の社員。同じく政春の助手として「ウヰスキー研究室」に配属される。「…でござる」が口癖。
今井商店店主
演 - 佐渡山順久
住吉酒造の株主。

#### 鴨居商店の人々
住吉酒造に「太陽ワイン」を製造委託する商社。サントリーホールディングスの前身である鳥井商店（→壽屋）がモデルで、山崎蒸溜所（山崎工場）や赤玉ポートワイン（太陽ワイン）の実際のエピソードがストーリー中に生かされている。
鴨居欣次郎（かもい きんじろう）
演 - 堤真一（少年期：堺翔太）
住吉酒造の取引先である鴨居商店の社長。社員や取引先などから「大将」と呼ばれている。占いにこだわりを持っている。一人称は「わて」。口癖は「やってみなはれ」で、できるかできないかわからなくて迷うよりもまず実践、を自らにも部下にも励行する。
米屋と両替商を営む家に誕生するが、家業は兄が継ぐために14歳で薬種問屋に丁稚奉公に出される。奉公先で舶来の洋酒と出会い、いつか自分で作りたいと希望を持ち、20歳で起業した。
人々に驚きと喜びを与えたい根底から、日本人の好みに合わせて洋酒を独自に加工し製造・販売して利益を上げる商売方法を信条とする。政春からウイスキーを初めて味見させてもらい興味が湧き、後日、採算を度外視し本場のウイスキーの製造しか考えていなかった政春に対して製造から販売までの計画を積算するよう助言する。初めて出会った時から亀山夫妻を気に入り、エリーに親切に声をかけ悩みの相談に乗ったり、太陽ワインの売り上げ回復のために協力した政春に鴨居商店への入社を誘うが、その時は断られる。その後、住吉酒造を首になった政春の本場のウイスキー作りへの頑固なほどの情熱や、彼の持つ技術の高さを改めて知り、4000円の年俸を差し出し再び彼に入社を乞う。
入社した政春を創業した山崎工場の工場長に配属し、初の国産ウイスキー販売に向け共に協力していくが、工場始動から4年後、不況の煽りを受けてビール事業の開始とウイスキー販売の前倒しを決め、渋る政春に醸造中のウイスキーの調合を急がせる。しかし、結果としてどちらも売れず、政春に日本人向けの味のウイスキーへの改良を命じてから、本場にこだわる政春と方針のすれ違いが顕著になる。その後、自分の理想のウイスキーを作るために退職を申し出た政春に対し、経営者として不向きであると否定的に見るが、開業のためにプライドを捨て土下座をした政春の熱意を認め、不足分の開業資金10万円分を返済不要な「退職金」として政春に渡し、出資を応援する。
寿屋の創業者、鳥井信治郎がモデル。
鴨居英一郎（かもい えいいちろう）
演 - 浅香航大（少年期：三澤瑠斗）
鴨居欣次郎の長男。大学に入学したものの、将来の目標もなく遊び歩いていることや留学を志望していることから、父の指導で、政春に師事しエリーから英語を教わるため、亀山夫妻の家に住み始める。一人称は「僕」。また、政春のことを「工場長」と呼ぶ。瀕死の母や家庭を顧みず仕事に没頭してきた父を身勝手であると忌み嫌っていた。自分の将来や進路は、その身勝手な父が決めて、自分の意見など通る余地はないと空虚な気持ちで諦め、周囲に対しても冷淡な態度を取り孤立していた。しかし、亀山夫婦や近所の住民たちの温かさに触れ、心を開いていく。政春と俊夫の働きぶりを見て、将来はウイスキーの職人となりスコットランドへ留学する希望を見つける。また、父から亡き母の遺言を初めて教えられ、両親は心で強く結ばれていたことを知り永年のわだかまりが氷解、和解する。
山崎工場稼働から4年後、スコットランド留学から帰国し、山崎工場に勤務する。政春に付ききりでウイスキー製造を学び、政春の鴨居商店退職の折には「教えられることはみな教えた」と太鼓判を押される。退職に向けた政春の決断を聞き最初反発するも、すぐに「背中を追いかけていく」決意とともに笑顔で見送る。
政春とエリーが余市へ渡り2年後、日本人でも馴染める味のウイスキー「丸瓶」を造り出し販売された直後、工場にて心臓発作を起こし早逝する。
鳥井信治郎の長男・鳥井吉太郎がモデルであり、竹鶴夫妻と同居して政孝からウイスキー製造のノウハウを学び、壽屋の後継者と期待されていた矢先、31歳にて早世しているなど、鳥井吉太郎の史実を踏まえている。
鴨居サキ（かもい サキ）
演 - 辻葉子
欣次郎の妻で、英一郎の母。太陽ワインの発売日に向け鴨居が奔走するなか発病。そのために発売延期しようとする鴨居に、彼の夢が叶ったら元気になることを宣言し、予定通り遂行させる。1914年（大正3年）の太陽ワイン発売日直前、一緒に夢を叶えられなかったことを鴨居に詫びるとともに、子供たちを鴨居に託し、他界した。
黒沢（くろさわ）
演 - 志賀廣太郎
鴨居の秘書。常に冷静で、鴨居に対して従順である一方、鴨居親子の不仲を気にかけ進言する。
青山（あおやま）
演 - 小堀正博
京都帝大の学生。世の中を驚かせる仕事をしたく鴨居商店への入社を志望し、夏休みの間、鴨居商店で研修する。しかし、その後は登場しておらず、鴨居商店へは入社しなかった模様。
白井（しらい）
演 - 乃木涼介
鴨居商店の開発部長。
紺野（こんの）
演 - 成河
鴨居商店の宣伝部に勤める社員。場に応じて政春を賞賛したり批判したりと優柔不断な性格。
規子（のりこ）
演 - 田実陽子
鴨居商店のデザイン担当。
大宮大吉（おおみや だいきち）
演 - 大塚宣幸
山崎醸造所の工員。特技は腕相撲。
中村（なかむら）
演 - 池浦さだ夢
山崎醸造所の工員。
小野博（おの ひろし）
演 - 二口大学
山崎醸造所の工員。特技は暗算。

#### 食堂「こひのぼり」の人々
春さん（はる さん）
演 - 及川いぞう
住吉の食堂「こひのぼり」の店主。政春と同じく広島出身。口が悪く、たびたび政春らと口論になる。また、時々「らっきょう」と言われたり、自虐的に「らっきょう」と言ったりする。
秋（あき）
演 - しるさ
春さんの娘。穏やかな性格で、父が喧嘩を起こすたびに諌めている。
ムネさん
演 - 平井善之
こひのぼりの常連客の車引きで好子の夫。

#### 野々村家の人々
亀山夫妻の新居の家主。
野々村茂（ののむら しげる）
演 - 神尾佑
野々村家の主。投資家であり、仕事が忙しく不在がちである。先妻に先立たれた後、娘たちのためを思い由紀子と再婚した。家賃を滞納しがならも居住の継続を乞う亀山夫妻に対し、エリーが娘たちの英語教師をすることを条件に承諾する。幸せな家庭を再建するつもりが、娘の幸子が母親として由紀子を受け入れることができず、再婚は失敗と判断し離婚を決意するが、由紀子のバースデーパーティーにて彼女を「お母さん」と初めて呼べた幸子を見て、考えを改める。その後、由紀子の薦めもあり、定職に就けずにいる政春に、月給100円の住吉学院の化学教師の就職話を持ちかける。
政春が開業を決意したことを知り、投資家仲間の渡を紹介するとともに、渡の提案で自らも政春に20万円の資金援助をする。
野々村由紀子（ののむら ゆきこ）
演 - 愛原実花
茂の後添い。野々村家の女中時代は茂の娘たちに懐かれていた。
茂と結婚した後は、継娘・幸子に距離を置かれて思い悩む。努力をしても幸子との関係は改善できずにいたが、エリーたちの尽力により、幸子から「お母さん」と呼んでもらえるようになる。
野々村幸子（ののむら さちこ）
演 - 田中葵
野々村家の長女。亀山夫妻と出会った時は8歳。亡き母を気遣い、本心は慕っている由紀子を母と認めることができずに思い悩み塞ぎ込むなか、似た経験を持つエリーの働きかけに触れ、エリーに心を開いていく。
茂が離婚を決意したことで自責し、亀山家に家出するなか、エリーと政春に諭され、由紀子を母と受け入れられるようになる。政春たちが北海道･余市へ転居して以降は妹のナツ共々登場していないが、英一郎が急死してすぐのころに茂が余市に赴いた際に語った台詞によると、現在は結婚して子供を持つ母になっていることが語られている。
野々村ナツ（ののむら なつ）
演 - 吉田暖
野々村家の次女。亀山夫妻と出会った時は5歳。由紀子を母として受け入れ懐いている。
幸子の母
演 - 上嶋彩記子
茂の前妻。生前はピアノが得意であった。
タキ
演 - 三原あや
野々村家の女中。

#### その他の大阪の人々

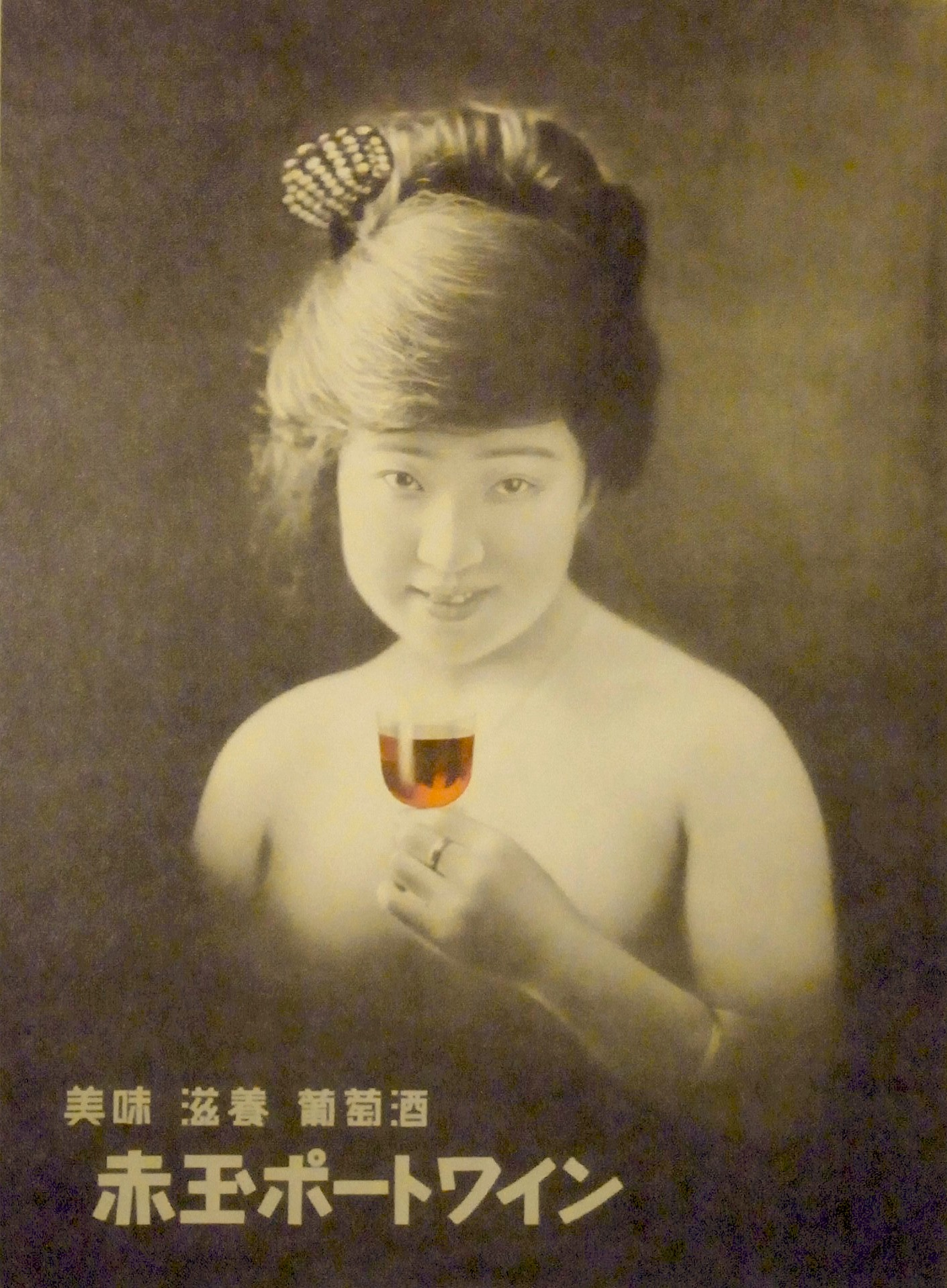
1922年（大正11年）撮影の赤玉ポートワインのポスター。

守谷長五郎（もりや ちょうごろう）
演 - 中村嘉葎雄
佳代の実父で住吉酒造の大株主。孫の優子に藤岡次郎との縁談を持ち込む。太陽ワインの風評被害や、自社工場を持つ予定の鴨居商店から契約を打ち切られる恐れから、新事業着手に反対しウイスキー製造計画を主とした臨時株主総会の中止を決めるが、政春と大作の熱意に折れ臨時株主総会を開く。総会ではウイスキー製造計画に興味を示すものの、正太郎の説得で計画を不承認にする。
キャサリン
演 - 濱田マリ
町の世話役。本名は種子（たねこ）であるが、教会の牧師でイギリス人である夫・チャーリーと釣り合わせるため洗礼名「キャサリン」を日常生活でも自称している。エリーを気に入り、引っ越しの手伝いをしたり、国際結婚夫婦の先輩として日本語や風習などを教える。一方、政春をはじめ「日本人の夫」「亭主関白」を快く思わず、政春に聞こえよがしに嫌味を発したり、政春を厳しく諌めるようエリーに忠告する。
エリーと同じく幼い頃に病弱だったことが原因で不妊となり、日本人男性と結婚したものの、子供ができないことで姑に責められ離婚した過去を持つ。教会に預けられた身寄りのない乳児を亀山夫妻の養女にと紹介する。
第二次世界大戦が開戦し、夫が周囲から迫害を受けるようになったことを機に夫婦で渡英を決意。エリーの身を案じて余市へ駆けつけ、共に出国するために、政春との離縁をすすめる。
終戦から2ヶ月後に夫とともに日本に帰国。夫の小樽での炊き出し活動に同行し、亀山宅に立ち寄る。
チャーリー牧師
演 - マーク・マクラケン
キャサリンの夫。聖アンデレ教会の牧師。写真でのみ登場。
巡査
演 - バッファロー吾郎A
日本語がまだ不自由なエリーに親切に接し、町の世話役であり面倒見の良いキャサリンを紹介する。警察官であるが、いつも制服を着たまま（すなわち勤務中）で食事しにこひのぼりに来ている。
ヨシ
演 - 三島ゆり子
亀山夫妻の新居の管理人。家賃の催促は非常に厳しい。しかし、家賃の支払いが厳しくなり困り果てたエリー夫妻に茂に直接会って頼むように諭すなど、守銭奴というわけではない。
篠田梅子（しのだ うめこ）
演 - 飯島順子
亀山夫妻の新居の向かいに住む住民。エリーが外国人ゆえに出会った当初は警戒していたが、キャサリンの仲介でエリーと打ち解け合えるようになる。
篠田信介（しのだ しんすけ）
演 - 伊藤えん魔
梅子の夫で大工。通称「信（しん）ちゃん」。夜中に聞こえた亀山夫妻の口喧嘩がうるさくて腹を立て、政春と喧嘩し近所を巻き込んでの騒動となるが、その後、高熱で倒れた息子を親身になって看病してくれたエリーに感謝し、直後にエリーが倒れた際にはしし肉を差し入れする。自宅を洋風に改装しようと考えるエリーに日本家屋の素晴らしさを教え説得し、亀山家を和洋折衷に改装する。
篠田健太（しのだ けんた）
演 - 稲田都亜
梅子の息子。高熱で倒れた際、エリーに看護される。
桃子（ももこ）
演 - ちすん
亀山夫妻の新居の近所の住民。エリーが外国人ゆえに出会った当初は警戒していたが、キャサリンの仲介でエリーと打ち解け合えるようになる。
笹塚（ささづか）
演 - 岡本信人
住吉酒造が取り引きする波華銀行の部長。
佐渡（さど）
演 - 佐川満男
銅製品を制作する老舗の町工場「佐渡製作所」の社長。ポットスチルの制作を政春に依頼され、採算面が合わない理由で当初は断るが、懇願する政春の日本初のことに取り組む情熱に共感し、依頼を請負う。しかし、ウイスキー製造計画が頓挫され、退職する政春から、いつかウイスキー製造が実現する日のために、ポットスチルの設計書を託される。
その後、興味本位でポットスチルを制作し成功。鴨居商店に再就職した政春から再び制作依頼を受ける。
政春がウイスキー工場を作るとき、再び政春にポットスチルの製造を依頼される。
佐渡の娘
演 - 島居香奈
藤岡次郎（ふじおか じろう）
演 - 山村憲之介
浪華銀行の行員で海運会社社長の次男。守谷の仲介で優子と見合いをする。後日、優子から家や会社についての悩みを聞き、一緒に負担を背負うことを誓う。
藤岡正太郎（ふじおか しょうたろう）
演 - 国広富之
海運会社の社長で次郎の父。住吉酒造の臨時株主総会では立会人として出席し、政春に日本においてのウイスキーの需要性を問う。総会終了後、住吉酒造が経営不振の現状で、完成まで5年かかるウイスキー製造に新たに着手することに危惧を感じて反対し、次郎と優子の結婚の条件として、計画の中止と政春の解雇を求める。
沼田（ぬまた）
演 - にわつとむ
太陽ワインのポスター撮影をするカメラマン。10年前に鴨居と出会い、彼に才能を認められ、起用される。
みどり
演 - 柳ゆり菜
太陽ワインのポスターモデル。鴨居の意図を察して、進んでヌードになることを了解し、撮影に臨む。
東京スポーツは、赤玉ポートワインのポスターで日本初のヌード写真モデルを務めた、寿屋の宣伝部隊「赤玉楽劇団」のプリマドンナ・松島栄美子がモデルと報じている。
鍋島（なべしま）
演 - 国木田かっぱ
太陽ワインを宣伝するチンドン屋。職が見つからず途方に暮れるエリーを偶然見かけ、街頭宣伝の歌姫「ミス・マーマレード」役に誘う。
若女将
演 - 西村亜矢子
料亭「若松屋」の若女将。キャサリンの幼なじみ。エリーとキャサリンに依頼され、政春と鴨居が会談する席を用意する。
政春のアルバイト先の酒屋の店主
演 - 酒田かおる
ウイスキーを売るよう交渉に行った先の酒屋の店主１
演 - 炭釜基孝
ウイスキーを売るよう交渉に行った先の酒屋の店主２
演 - 後藤基治
ウイスキーを買おうとして止められた男
演 - 隅谷和哉
山之内（やまのうち）
演 - 南条好輝
島田物産の専務。鴨居に頼まれウイスキーの職人を探し、スコットランドに来日できる職人がいないことと、政春が現地でも認められる程の手腕を持っていることを報告する。
澤田清太郎（さわだ せいたろう）
演 - オール巨人
長越百貨店取締役。洋酒の味に精通し、発売前のウイスキーの試飲を依頼される。その際、鴨居商店の商法が不評であることを鴨居に告げ、「イミテーションの鴨居」と蔑称し警告する。
終戦から3年後、政春が完成させた3級ウイスキー・「余市の唄」発表会に招待され、「『独りよがりの味』から脱却できたな」と、政春の頑張りを認め、取り扱うことを決めた。
久我山（くがやま）
演 - 金替康博
京都帝大の教授。
中村屋店主
演 - 小松健悦
鴨居商店の新規採用面接に来た人
演 - 伊勢村圭太、城之内コゴロー、クリ太マメ男、村角太洋、児玉智哉
こひのぼりの客としても登場した。
家主
演 - 海原かなた
政春とエリーが最初に住もうとした洋館の家主。エリーが外国人ゆえに入居を断る。
医者
演 - 門田裕
エリーが階段から転落した際に駆け付けた医者。
看護婦
演 - 堀部由加里、郷原慧
医者と共にエリーの元に駆け付けた看護婦。
渡芳利 (わたり よしとし)
演 - オール阪神
野々村の投資家仲間で、飲食店を複数経営する実業家。野々村の紹介で政春・エリーと出会い、北海道で開業を決めた政春に、ウイスキー工場としての開業は認めず、リンゴジュース事業の開業資金として20万円の出資をする。
柴田健
演 - 団長安田
柴田商会の社長。終戦後、イミテーションウイスキーを販売し売れ行きを伸ばすが、他社との競合に競り勝つために、ドウカウイスキーに貯蔵しているウイスキーの原酒を分けてもらうよう政春に乞う。
柴田の部下
演 - クロちゃん
柴田がドウカウイスキーへの初交渉時、鞄持ちとして同行する。
英語教師
演 - リー5世
欣次郎の英語の先生。
生地屋店主
演 - 濱口秀二

### 北海道の人々
北海道の余市が舞台

#### 森野家の人々
森野熊虎（もりの くまとら）
演 - 風間杜夫
ニシン漁師の網元。一人称は「おら」、時々「俺」。政春に対しての二人称は、政春が単独で行商にきた時点では、政春の名字「亀山」から「カメ」と呼んでいた。政春がエリーたちと引っ越してきた直後の時点までは、政春への呼び方は「カメ」であったが、以降はエリーに習って「マッサン」と呼ぶようになる。
元は会津藩士の息子であり、5歳時に逆賊として故郷を追われ北海道に渡る。リンゴ農業が上手くいかず酒に溺れる父を嫌い家を出て以後、居住地を点々と渡り歩いた末に北海道に戻り余市に居を構えた。
小樽にて、偶然、鴨居商店のウイスキーの営業でやって来た政春と出会い意気投合、余市の自宅に招き、政春の売れ残ったウイスキーをすべて買い上げる。
2年後、政春がウイスキー工場開業に向けて余市を訪れ再会した際には、ニシン漁の不漁により多額の借金を抱え困窮し人々から距離を置かれていた。故郷のない自らの経験から子供たちに故郷を遺したい思いと、政春の開業に夢を託し、家の敷地を政春の工場建設に譲渡する。
1949年に娘のハナが俊夫と共に竹原へ移住すると決断したことから激怒。「親子の縁を切る」と告げたが、当のハナの意志が固く泣く泣く広島移住を認めることになった。
出立当日。旅姿で現われ「生まれ故郷の会津を見せてやる」と途中まで同行することを告げ、旅立って行った。
森野ハナ（もりの はな） → 八澤ハナ（やざわ はな）
演 - 小池栄子（少女期：荒田悠良）
熊虎の娘。一人称は「おら」。政春と出会った当初、職業は小学校教員であったが、2年後の時点では教員を辞め、叔父の農園の手伝いをしている。母を早くに亡くしたため、弟の一馬にとっては母親のような存在でもある。働き者でしっかり者。生前の母が父をとても愛していたことを知っている。
政春が開業後は、エリーとともに工場の賄いをしたり、エマに漢字を教えたりする。
俊夫とは相思相愛でありながらも、互いに素直になれずに反発していた。他の男性との縁談が舞い込んだことをきっかけに自ら告白をして、俊夫の気持ちを尋ねる。政春とエリーの後押しもあり、俊夫と想いが通じ合い結婚する。
ラジオ番組に政春が出演中、一緒に聴いていた俊夫の様子がおかしかったことから問いただしたところ、彼が「竹原へ帰り旦那さま（政志）の酒蔵を守りたい」と切り出したことで夫と共に竹原への移住を決意。
熊虎に打ち明けたが、猛反対されてしまうものの最後は俊夫を選ぶ。それからしばらくして俊夫と共に旅立って行った。
森野一馬（もりの かずま）
演 - 堀井新太（幼少期：永井智悠）
熊虎の息子。一人称は「おら」→「俺」。北海道大学進学を目指していたが、家の貧困により挫折しハナとともに叔父の農園の手伝いをする。母や家族に迷惑をかけ博打的な生き様をする父を嫌っていたが、家族を思う父の本心を知り和解する。
その後、開業した政春の工場で働く。
1943年には、海軍からの指示で酒石酸を採取するためのぶどう酒製造を任されるようになるが、銃後にいることを苦悩するようになる。同じ頃、職場から非難されていたエマと、互いに悩みを打ち明けるようになり、やがてエマから愛を告白される。当初反対するエリーに気兼ねしエマと距離を置こうとするが、やがてエリーが恋愛を認め再びエマと距離を戻した直後、赤紙が届き、皆に惜しまれつつ出征する。出征直前、政春に学生時代の先輩と協力して密かに育てていた、ウイスキーの元となる大麦を託した。
出征前に政春から「一番弟子」として認められる（ただし、実際には鴨居欣次郎の息子・英一郎が一番弟子である）。
1945年2月20日に中部太平洋の戦場にて帰らぬ人となる。
戦死してから3年後、自身が生前政春に託していた大麦で熟成していたウイスキーの原酒から、国中の注目を集める3級ウイスキー・「余市の唄」が完成した。
森野シノ（もりの しの）
演 - 飯塚涼子
熊虎の妻で、進の姉。1912年（大正元年）に他界している。

#### 中島家の人々
中島三郎（なかじま さぶろう）
演 - 温水洋一
理容師。
中島チエ（なかじま チエ）
演 - 酒井若菜
三郎の妻。
中島よしえ（なかじま よしえ）
演 - 植野瑚子（少女期：林夏香）
三郎の娘でエマの小学校からの同級生。小学校時代はエマの隣の席であり、放課後も一緒に遊んだり、いじめられるエマを庇うなど仲が良い。エマからは「よっちゃん」と呼ばれている。
17歳時には、エマとともに軍服を縫製する軍需工場で働く。

#### 北海道果汁の工員たち
福田栄一（ふくだ えいいち）
演 - 村上かず
田中マツ（たなか まつ）
演 - 西村頼子
遠藤チカ（えんどう ちか）
演 - 安部洋花
以上の3人（を含めて10人前後）は、倒産の危機による人員整理を勧める渡と野々村の命令を受けた政春に解雇を言い渡されるが、工場が海軍指定になったことで、解雇は撤回される。
宮下久美
演 - 大橋梓
中村美紀（なかむら みき）
演 - 堀内敬子
ウイスキー増産のための募集で採用面接にやってきた未亡人。夕張出身。小樽の食堂で厨房を手伝っていた経験から料理が得意であり、出征した夫の戦死により貧困となり母娘ともども親戚の家に世話になっていた。身の上の不幸を知ったエリーとエマの勧めもあり採用が決まり、エリーの手伝いをすることになる。
夫がマレーの戦場で英軍との戦闘で戦死したことや、自分たちよりも恵まれた境遇にあるエリーを妬み、特高に亀山宅内の情報を密告するが、家宅捜索を受けた際の亀山一家の様子を目の前にして自らの行いを反省し、謝罪する。この一件から故郷に帰ってやり直す決意をし、エリーの引き止めに応じず、秀子共々退職し余市から去る。
中村秀子（なかむら ひでこ）
演 - 黒島結菜
美紀の娘で、愛称は「デコ」。正義感が強く物怖じしない性格で、母・美紀が採用面接試験中に、エリーとエマと出会い打ち解ける。教師になる夢を持っていることもあり、女学校に通えるエマを羨ましく思っている。母の採用が決まるとともに、自身も工員として採用が決まる。
母がエリーを密告したことを知りショックを受けるも母の気持ちを察して許す。翌日母共々退職し、余市を後にする。
工場で樽を転がす男
演 - 浅香航大
第147回で、雪の工場敷地でウィスキー樽を転がす姿が、数秒だけ映しだされる。端役であるが、鴨居英一郎を演じた浅香航大が北海道編での出演を希望して端役出演が決まったことを玉山鉄二が明かしている。
〈以下の人々は戦後、樺太から引き揚げて北海道果汁に住み込みで働くことになった従業員たち〉
樺太の男
演 - 蟷螂襲
樺太の親子
演 - 山田裕、田所草子、坂口苺
復員兵
演 - 佐藤太一郎
時計を盗られたと勘違いした男
演 - 中村大輝
父の形見の懐中時計を失くし、隣で寝ていた悟が盗ったものと決めつけ、「シベリア帰りは性根が腐っている」と罵ったり殴りつけたりした。蒲団の下から時計が見つかり悟に一応謝ったものの、怒った彼に殴り返される。

#### その他の北海道の人々
西田進（にしだ すすむ）
演 - 螢雪次朗
熊虎の義弟（シノの実弟）であり、ハナ、一馬の叔父。先祖は熊虎と同じく会津藩士であったが、明治維新により逆賊として余市に追われ農業を始めた。リンゴ農業の組合長であり、余市を捨てた過去を持つうえに多額の借金を抱えても大口を叩く熊虎を嫌っていたが、子たちのために政春に頭を下げ開業の協力を申し出た熊虎を見直し、和解する。
武井（たけい）
演 - 北原雅樹
政春に勧められ飲んだウイスキーが不味かったことから、政春を詐欺師ではないかと疑う。ニシン漁師時代は、熊虎から家族共々恩恵を受けていたものの、2年後には熊虎の借金の取り立てをしている。
ニシン漁師たち
演 - 阿部達雄、長谷川泰
小樽でウイスキーを試飲した人たち
演 - 棚田満、長流3平
政春に道を聞かれた番頭
演 - 浅田直也
地主
演 - 三上勝由
杉本タケシ（すぎもと たけし）
演 - 向井悠悟
エマの小学校時の同級生。じゃがいも農家の息子で、母は既に他界し、家業の繁忙期は学校を休んで父を手伝っている。優しい母を持つエマへの嫉妬から、母が外国人であることでエマをからかったり、エマが母親と似ていないことから「本当の子じゃない」「拾われた子」と言い放ち、憤ったエマに突き飛ばされ怪我を負う。後日、熱を出して学校を欠席したエマを見舞うとともに謝罪し和解。見舞いに同行したよしえに、エマに好意を寄せていることをばらされる。
ミツル
演 - 二宮輝生
エマの小学校時の同級生。タケシとともに、エマをからかう。
タケシの父
演 - 久保田浩
タケシがエマに暴言を放ったことを知り、謝罪のためにタケシを連れて亀山家を訪れる。
斎藤先生
演 - 楠見薫
エマの小学校の学級担任。
女学校の先生
演 - 川瀬真理
エマの女学校の学級担任。
清水春枝（しみず はるえ）
演 - 南明真梨奈
女学校時代のエマの同級生。早くに結婚した。
医師
演 - 平澤洋爾
エマが熱を出した際に駆け付けた医師。
上杉龍之介（うえすぎ りゅうのすけ）
演 - 北大路欣也
ウイスキー通の作家。余市の中島家の床屋へ立ち寄った際、偶然、出来立てのウイスキーの試飲に奔走するエマと出会ったことを機に、亀山宅に招かれ家族と打ち解ける。後日、ウイスキーを絶賛する内容の彼の手記が新聞に掲載される。
問屋
演 - 白井哲也、藺森誠、南谷峰洋、田中之尚、たなべ勝也
ドウカウヰスキーの新商品「余市の唄」の試飲会に出席した。
ドウカウヰスキーの大麦・石炭仕入れ業者
演 - 酒井くにお・とおる
海軍士官
演 - 柏原収史
戦況から洋酒の輸入が困難になったことから、余市で初出荷したウイスキーが売れず倒産の危機にある工場を視察する。ウイスキーを試飲しスコッチには及ばないと見下す発言をするものの、売れ残ったウイスキーをすべて買収し、工場を海軍指定に決め、これによってドウカの経営は息をつくことができた。
以後も生産状況の確認のため度々工場を訪れる。後にエリーが特高警察にスパイ容疑をかけられ連行されそうになる場に出くわし、かねてより特高のやり方を苦々しく思っていたこともあり、特高の強引な捜査を咎め、エリーを解放するよう命ずるなど、要所要所で政春一家や工場を助けている。
軍人然とした高圧的な態度が鼻にはつくものの、根本的には好人物であり、海軍士官としての許容範囲内で亀山夫妻に好感を示し、さりげなく協力していた。
上杉の登場から程なくしてドウカの工場を訪れているため、上杉の知り合いか親族である可能性があるが、劇中では上杉と対面していないため、上杉との関係性は不明。ただし、時系列を考えると、この海軍士官がドウカの工場を訪れるきっかけを作ったのが上杉（の書いた記事）である可能性は高い。
桜田（さくらだ）
演 - 池田成志
特高警察のリーダー格。
亀山宅のラジオのアンテナ取り付け工事や、エリーが英文の手紙を持っていることから、エリーをスパイと疑い、亀山家へ部下を連れて乗り込み、強引に家宅捜索を始めた末に、エリーを連行しようとするが、出くわしていた海軍士官から咎められ、渋々エリーを解放する。
特高警察の刑事
演 - 竹原圭祐
桜田の部下。外国人の夫を持つキャサリンを追跡するとともに、キャサリンが訪問したエリーに対しスパイ容疑をかけ亀山家を張り込む。また、亀山宅を出入りする美紀を呼び止め、エリーに関して聴き込みをする。美紀の証言をもとに家宅捜索をし海軍士官から咎められた後も、亀山宅を張り込み続ける。
三郎の床屋に来ていた若者
演 - 光平崇弘
出兵するため、坊主頭にしていた。
写真屋
演 - 海原はるか
一馬の出征が決まり、旅立つ2日前に一馬の親族と亀山家が集まった家族写真を撮る写真屋。
少年
演 - 屋島昂太
終戦間際、エリーハウスに忍び込み、何かを物色していたところをエリーに見つかり、「なんで父ちゃんを殺したアメリカがここにいる？」と叫んですぐに立ち去った。
小林（こばやし）
演 - 田中宗利
復員兵を北海道果汁に案内してきた役場の男。
兵事係
演 - 多々納斉
一馬の召集令状を持ってきた。
絹（きぬ）
演 - 三宅唯真
勤労奉仕先でエマをいじめた。
綾（あや）
演 - 納富有沙
絹と同様に、勤労奉仕先でエマをいじめた。
進駐軍の日本人女性職員
演 - 清水美沙
エマの同僚。
アナウンサー
演 - 井之上淳
ひろみ
演 - 吉沢紗那
熊虎の知り合いの娘。ドウカウヰスキーの工員採用面接に来ていた。
宮下久美の子どもたち
演 - 中川江奈、松本和真
川上一恵（かわかみ かずえ）
演 - 天海祐希
エリーの主治医。往診の帰り、エリーハウスへ立ち寄った。
ハウスの外で政春に彼女の病状を問われ、残された時間が僅かであることを告げる。

### その他の人々
日本人の客
演 - 上杉逸平
マッサンとエリーが日本に行くために乗船した船に同乗していた客。
バスの運転手
演 - 高見健
運送業者
演 - 戸田都康
広島の実家に鴨居商店から届いた紀州みかんを運んできた運送業者。
郵便配達員
演 - 高杉佳幸
エリーの元へ早苗の危篤を知らせる電報を届けに来た。
車掌
演 - 三角園直樹
乗客
演 - 勝野賢三
汽車の中で政春と喧嘩した。
汽車で政春の向かいの席に座った親子
演 - 友寄由香利、伊田吉満
古谷
演 - 藤田功次郎
北海道果汁のリンゴ汁を返品に来た。
兵隊
演 - 浜崎大介
終戦を知り、気を失って倒れたエリーの中のイメージとして出現。「俺はお前に殺された。日本から出て行け!」と、終戦間際にエリーハウスに忍び込んだ少年（のイメージ）と共に、エリーを責め立て、苦しめた。
ラジオの声
演 - 重光萬石
ミラー
演 - クリストファー・ペレグリニ
フィッツジェラルド
演 - デビット・マックフォール
以上2名はドウカウヰスキーの工場を訪ねてきたアメリカの進駐軍。余市空襲に際し、すでに日本占領後のプランを見据えてドウカの工場を攻撃目標から外していたことをマッサンに明かした。

#### 1971年（昭和46年）の場面に登場する人々
司会者
演 - 高田則夫
授賞式で司会を務めた。
アコーディオン奏者
演 - アンジェロ・アクィリーニ

## スタッフ
- 作 - 羽原大介
- 音楽 - 富貴晴美
- 主題歌 - 中島みゆき「麦の唄」
- 脚本協力 - 坪田文、坂口理子
- タイトル制作 - 関和亮
- 制作統括 - 櫻井賢
- プロデューサー - 山本晃久
- 制作主任 - 熊野律時
- 演出 - 野田雄介、梶原登城、佐々木善春、渡辺哲也、尾崎裕和、中野亮平、関友太郎
- 語り - 松岡洋子
- 副音声解説 - 松田佑貴[注 25]
- 『マッサン一週間』[注 26]『5分で「マッサン」』ナレーション - 一柳亜矢子（NHK大阪アナウンサー）
- TD - 江川治朗
- 撮影 - 西鍵真治
- 照明 - 笠原竜二
- 音声 - 田中高晴
- ウイスキー考証・監修 - 土屋守
- 料理指導 - 広里貴子

## 放送日程
- サブタイトルは最終週（第25週）を除き、ことわざを用いている。

| 週                                                                         | 回      | 放送日                    | サブタイトル                  | 演出              |
| -------------------------------------------------------------------------- | ------- | ------------------------- | ----------------------------- | ----------------- |
| 1                                                                          | 01-06   | 2014年09月29日 - 10月04日 | 鬼の目にも涙                  | 野田雄介          |
| 2                                                                          | 07-012  | 10月07日 - 10月11日       | 災い転じて福となす            | 野田雄介          |
| 3                                                                          | 013-018 | 10月13日 - 10月18日       | 住めば都                      | 梶原登城          |
| 4                                                                          | 019-024 | 10月20日 - 10月25日       | 破れ鍋に綴じ蓋                | 野田雄介          |
| 5                                                                          | 025-030 | 10月27日 - 11月01日       | 内助の功                      | 梶原登城          |
| 6                                                                          | 031-036 | 11月03日 - 11月08日       | 情けは人のためならず          | 佐々木善春        |
| 7                                                                          | 037-042 | 11月10日 - 11月15日       | 触らぬ神に祟りなし            | 佐々木善春        |
| 8                                                                          | 043-048 | 11月17日 - 11月22日       | 絵に描いた餅                  | 野田雄介          |
| 9                                                                          | 049-054 | 11月24日 - 11月29日       | 虎穴に入らずんば虎子を得ず    | 梶原登城          |
| 10                                                                         | 055-060 | 12月01日 - 12月06日       | 灯台下暗し                    | 渡辺哲也          |
| 11                                                                         | 061-066 | 12月08日 - 12月13日       | 子に過ぎたる宝なし            | 野田雄介          |
| 12                                                                         | 067-072 | 12月15日 - 12月20日       | 冬来たりなば春遠からじ        | 佐々木善春        |
| 13                                                                         | 073-078 | 12月22日 - 12月27日       | 急いては事をし損じる          | 渡辺哲也          |
| 14                                                                         | 079-084 | 2015年01月05日 - 01月10日 | 渡る世間に鬼はない            | 梶原登城          |
| 15                                                                         | 085-090 | 01月12日 - 01月17日       | 会うは別れの始め              | 野田雄介          |
| 16                                                                         | 091-096 | 01月19日 - 01月24日       | 人間到る処青山有り            | 梶原登城          |
| 17                                                                         | 097-102 | 01月26日 - 01月31日       | 負うた子に教えられる          | 渡辺哲也          |
| 18                                                                         | 103-108 | 02月02日 - 02月07日       | 遠くて近きは男女の仲          | 梶原登城          |
| 19                                                                         | 109-114 | 02月09日 - 02月14日       | 万事休す                      | 野田雄介          |
| 20                                                                         | 115-120 | 02月16日 - 02月21日       | 夏は日向を行け 冬は日陰を行け | 尾崎裕和          |
| 21                                                                         | 121-126 | 02月23日 - 02月28日       | 物言えば唇寒し秋の風          | 野田雄介          |
| 22                                                                         | 127-132 | 03月02日 - 03月07日       | 親思う心にまさる親心          | 梶原登城          |
| 23                                                                         | 133-138 | 03月09日 - 03月14日       | 待てば海路の日和あり          | 中野亮平          |
| 24                                                                         | 139-144 | 03月16日 - 03月21日       | 一念岩をも通す                | 梶原登城 関友太郎 |
| 25                                                                         | 145-150 | 03月23日 - 03月28日       | 人生は冒険旅行                | 野田雄介          |
| 平均視聴率 21.1%（視聴率はビデオリサーチ調べ、関東地区・世帯・リアルタイム |         |                           |                               |                   |

### 放送日程変更
- 2014年10月6日（第7回放送予定日）の総合での放送は台風18号の接近に伴い14時までの通常番組をすべて中止（『NHKニュースおはよう日本』と『正午のニュース』は除く）し台風関連ニュースを放送したことから、本放送・再放送とも休止となり[73]、翌10月7日に第7回・第8回を連続して放送した（本放送は8時 - 8時30分、再放送は12時30分 - 13時[注 28]）。連続テレビ小説の総合での本放送休止は年末年始を除けば2011年3月12日 - 3月18日の『てっぱん』以来（東日本大震災発生に伴う特別報道体制によるもの）[74]以来。なお、BSプレミアムでの放送は通常通り行われた。
- 2015年2月17日の総合における第116回の本放送は、8時6分頃に東北地方太平洋沖地震（東日本大震災）の余震で8時9分に岩手県に津波注意報が発表されたため[75]、8時10分頃放送を中断した[76]。そのため、総合ではこの日の12時45分 - 13時（通常時の再放送枠）に本放送を改めて放送することとなり、翌日2月18日は8時 - 8時15分に第116回の再放送を臨時枠移動のうえ放送し、8時15分 - 8時30分に第117回の本放送を臨時枠移動のうえ放送した[76][77][注 29]。なおBSプレミアムでの放送は当初通り行われた[78]。

### 視聴率
- 初回視聴率は21.8%、期間平均視聴率は21.1%、最終回は23.2%、最高視聴率は3月20日の25.0%であった[79]（ビデオリサーチ調べ、関東地区・世帯）。初週から大台超えをキープし続けていたが、第8週から初めて週間平均視聴率20%割れを記録し、それが第11週まで続いていた。しかし、その後第12週以降は全て20%超えを維持し続け、特に週間最高視聴率は第24週の23.5%を記録した。2013年前期『あまちゃん』から連続で平均視聴率が大台超えとなり、期間平均視聴率は21.1%を記録した。

### 総集編
前編「Dear mother 〜縁は異なもの〜」
（総合）
- 2014年12月30日、8時 - 9時28分
- 2015年1月3日、16時30分 - 17時58分
- 2015年5月5日、8時15分 - 9時43分

（BSプレミアム）
- 2015年1月2日、11時 - 12時28分
- 2015年5月17日、13時 -

後編「LIFE IS AN ADVENTURE」
（総合）
- 2015年5月6日、8時15分 - 9時43分

「マッサン 愛と冒険の日々をもう一度 ダイジェスト・一挙放送」
（総合）
- 2015年12月30日 7時45分 - 16時50分（中断時間有）

『NHKとっておきサンデー』内で放送された「マッサン1週間」・全25週分を、5部に分けて一挙に再放送するとともに、出演者のコメントを生放送した。
1. 7時45分 - 10時7分 第1-7週
2. 10時12分 - 11時54分 第8-12週
3. 12時15分 - 13時15分 第13-15週
4. 13時20分 - 15時 第16-20週
5. 15時5分 - 16時50分 第21-25週

※第3・4部を除き、時間調整のため1時間に1回のペースでステーションブレーク（番組宣伝）挿入。また第1部冒頭2分、第2部末尾2分、第5部末尾5分で、玉山・シャーロットによる挨拶（主に、ドラマの名場面についてのお話）の生放送が行われた。

## オープニング
ウィスキーの原料となる麦畑をイメージした映像（アバンタイトルで開始する日あり。ある日は画面の右下<例外が数回あり>、ない日はタイトル左上に「連続テレビ小説」のクレジットを入れている）。最後の方に政春がエリーを抱いて、回るシーンがある。制作は関和亮。前作『花子とアン』に続き、本作では最終回も通常のオープニングを使用した。
オープニングソング「麦の唄」は初回から第78回、第146回から最終回までは1番、第79回から第145回までは2番が使用されている。

## エンディング
「わたしたち 国際結婚です！」と題し、一般公募で寄せられた国際結婚の夫婦の写真を紹介する。
週ごとに共通点やテーマが決まっており、政春・エリー・エマと名乗る人物が採用されるケースも多くあった（文字表記は同字に限ったものではない）。
なお、最終回では玉山演じる政春と、シャーロット演じるエリーが夫婦役として登場しており、「人生は ラブ アンド アドベンチャー!!」のテロップが表示された。

## スピンオフドラマ

### 前編『すみれの家出〜かわいい子には旅をさせよ〜』
BSプレミアム 2015年4月25日 20時 - 21時、（再放送）BSプレミアム 2015年6月14日 15時30分 - 16時30分、総合 2015年12月31日 14時 - 15時
脚本 - 坂口理子
前編での新キャスト
山村真吾（やまむら しんご）
演 - 須賀貴匡
すみれの女学校の先生。教職を捨て、結婚するということですみれの怒りを買った。
川野妙子（かわの たえこ）
演 - マイコ
山村の婚約者。実家は呉服屋。

### 後編『たそがれ好子〜女三人寄れば姦（かしま）しい〜』
BSプレミアム 2015年5月2日 20時 - 21時、（再放送）BSプレミアム 2015年6月14日 16時30分 - 17時30分、総合 2015年12月31日 15時 - 16時
脚本 - 坪田文

## ドラマの影響
- 本作放送決定を機に、政孝やリタに関連する本が数多く出版され、絶版本も相次いで復刊されている[84]。
- ドラマ開始前の2014年1月 - 8月にかけて、北海道の余市蒸溜所における見学者が前年比36%増[85]。宮城県仙台市にあるニッカウヰスキー仙台工場（宮城峡蒸溜所）には、前年同月比で2倍を超える見学者が訪れている[86]。
- 本作の「鴨居商店」のモデルであるサントリーと「ドウカウヰスキー」のモデルであるニッカウヰスキーを傘下とするアサヒビールは、このドラマの放送に合わせ復刻ウイスキーや期間限定商品を発売、売上を伸ばした[87]。ドラマ開始前の2014年1月 - 8月にかけて、ニッカの主力商品「竹鶴」の販売量が39%増加[85]。ドラマ開始後は、従来の製品も売れ行きを伸ばし、サントリースピリッツの「山崎」「白州」「響」。ニッカの「竹鶴」「余市」「宮城峡」が品薄になった。サントリーは10年、酒を寝かせるために急に出荷ができず、ニッカウヰスキーは原酒は足りているが瓶詰めが追いつかないのが原因（その影響で一部の銘柄が製造終了・販売終了に追い込まれたケース[88]も少なくない）とされている[89]。
- 2015年、イギリスのウィスキー品評会「ワールド・ウィスキー・アワード」において、「竹鶴17年ピュアモルト」が2年連続でグランプリに当たる「世界最高賞」を獲得し、NHKのニュース番組やサイトにおいて「マッサンウィスキー世界一」と紹介された[90]。
- 日本での人気ぶりは、スコットランドでも知られ、リタの再評価の動きが進む。ドラマをきっかけに姉妹都市を結ぶ後志管内余市町との交流も13年ぶりに再開した。テレビドラマについても地元紙が度々報じてきた[91]。
- 本作の「鴨居商店」創業社長の鴨居欣次郎を演じた堤真一が、モデルとなった現在のサントリー（サントリーホールディングス）からウイスキーアンバサダー（大使）に任命された[92]。
- 主人公の亀山政春を演じた玉山鉄二が、ドウカウイスキーのモデルとなったニッカウヰスキーの新商品「ブラックニッカ ディープブレンド」のCMキャラクターに起用され、また同社のブランドアンバサダーにも起用された[93]。また、2016年3月からはニッカの余市蒸留所をバックに、玉山を起用した「ブラックニッカ クリア」のCMがオンエアされている。
- 竹鶴政孝とリタの銅像が竹原市の町並み保存地区にある「憧憬の広場」に完成し、政孝生誕120年となる2015年6月20日に披露された[94]。
- 放送が決まってからは、余市町と竹原市が地域イベントを相互訪問するなど交流が続いている[95]。
- 鴨居商店のモデルであり、実際にニッカとウイスキーで競争を続けてきたサントリーは、山崎蒸留所の初代所長でもあった竹鶴に触れることはほとんどなかった。ドラマ開始にあたり小泉敦サントリー酒類社長は、異例にも自社と竹鶴の関わりについても言及し、ウイスキー市場拡大への期待を示した[96]。
- ドラマの影響によるウイスキーブームは「マッサン効果」「マッサン特需」と呼ばれることがある。 ドラマ人気が消費者のウイスキーの関心や消費につながり、当のニッカウヰスキー社や他のウイスキー製造流通、観光、メディアの企画などにさまざまな影響を及ぼした[97][98]。
- ロケ地となった余市町では年間80万人前後だった観光客が一時倍増し、放送終了3年後の2018年時点でも高い水準を維持している。2014年度の経済効果は約30億円と試算されている[99]。

## 受賞
- 東京ドラマアウォード2015[100]
  - 連続ドラマ部門・優秀賞
  - 特別賞（シャーロット・ケイト・フォックス）
- 2016年 エランドール賞[101]
  - プロデューサー賞（櫻井賢）
  - 新人賞（玉山鉄二、テレビドラマ「私という名の変奏曲」「誤断」と共に受賞）

## 関連番組・イベント
『マッサン』公式サイト「番組・イベント」、札幌放送局『マッサン』北海道ご当地サイト「番組情報」を参照。

### ドラマの予告編・PR番組
- 10分で! 連続テレビ小説『マッサン』
- もうすぐ! 連続テレビ小説『マッサン』〜その魅力のすべて〜
- NHKプレマップ
  - 以上2014年9月中随時（総合・BSプレミアム）[注 30]。ドラマの見どころ、メイキング映像など
- あなたが主役 50ボイス・マッサンボイス（2014年9月23日） - ドラマ出演者・スタッフへのインタビュー
- マッサンボイス広島スペシャル（2014年9月28日・総合、広島局ローカル） - ドラマの主要な舞台となる広島県内でのインタビュー
- 先取り!「マッサン」徹底ガイド 〜北海道・夫婦愛の物語〜（2014年9月26日・総合、札幌局制作北海道ローカル） - ドラマの主要な舞台となる余市町の魅力を紹介したもの
- ワタシ ただ今 冒険中!!〜朝ドラヒロイン・秘密の舞台裏〜（2014年11月3日・総合、11月15日・BSプレミアム） - 同ドラマのヒロインを演じるシャーロットの素顔に迫るドキュメンタリー。ナレーターは濱田マリ。
- まだ間に合う!『マッサン』スペシャル（2014年11月7日20時 - 20時43分・総合、関西ローカル） - ドラマの序盤1か月を振り返り、今後の見どころなどを出演者にインタビューする。11月8日（総合）、11月15日（BSプレミアム）に再編集版が全国放送された。
- テレビで広島一周 50番組一挙放送・「マッサン竹原デー」（2014年12月20日・総合、広島局ローカル） - 広島県を舞台にしたテレビ番組を年末に集中編成するキャンペーン[104]の一環として、これまでに放送した『マッサン』にかかわる各種番組を再放送するもの。『5分でマッサン』の前半11週分の集中再放送もある。
- 『マッサン』年始のご挨拶（2015年1月3日・総合） - 通常の本放映枠での、1週間休止していた土曜日に放映された15分番組。前半のダイジェストシーンを振り返り、1月5日から始まる後半の見どころを紹介する。また出演者からの声の年賀状（新春メッセージ）も紹介。
- 私が見た“マッサン”の素顔（2015年2月15日・総合、2015年1月9日に北海道スペシャル枠でローカル放送[105]） - ニッカウヰスキーの元従業員や竹鶴の孫である孝太郎へのインタビューや、余市醸造所に残されていた記録フィルムや録音テープによるエピソードの紹介など。
- マッサン紀行（2015年1月10日 - 3月28日 総合、札幌局制作北海道ローカル 随時放送） - 竹鶴夫妻ゆかりの余市町周辺の場所やエピソードを紹介するミニ番組。

### その他
第65回NHK紅白歌合戦（2014年12月31日・総合・ラジオ第1）
中島みゆきが「麦の唄」を歌唱し、応援ゲストとして玉山、シャーロットが出演。
また朝ドラのコラボレーション企画として、玉山、シャーロット、泉の3人が、前作『花子とアン』の吉高由里子、次作『まれ』の土屋太鳳の、直近前後作品のヒロインとともに特別出演した。
現代のマッサンたち〜知られざるウイスキーの世界〜（2015年2月26日 BSプレミアム）
日本とスコットランドでの小規模蒸留所のウイスキー生産者を取り上げたドキュメンタリー番組。

### イベント

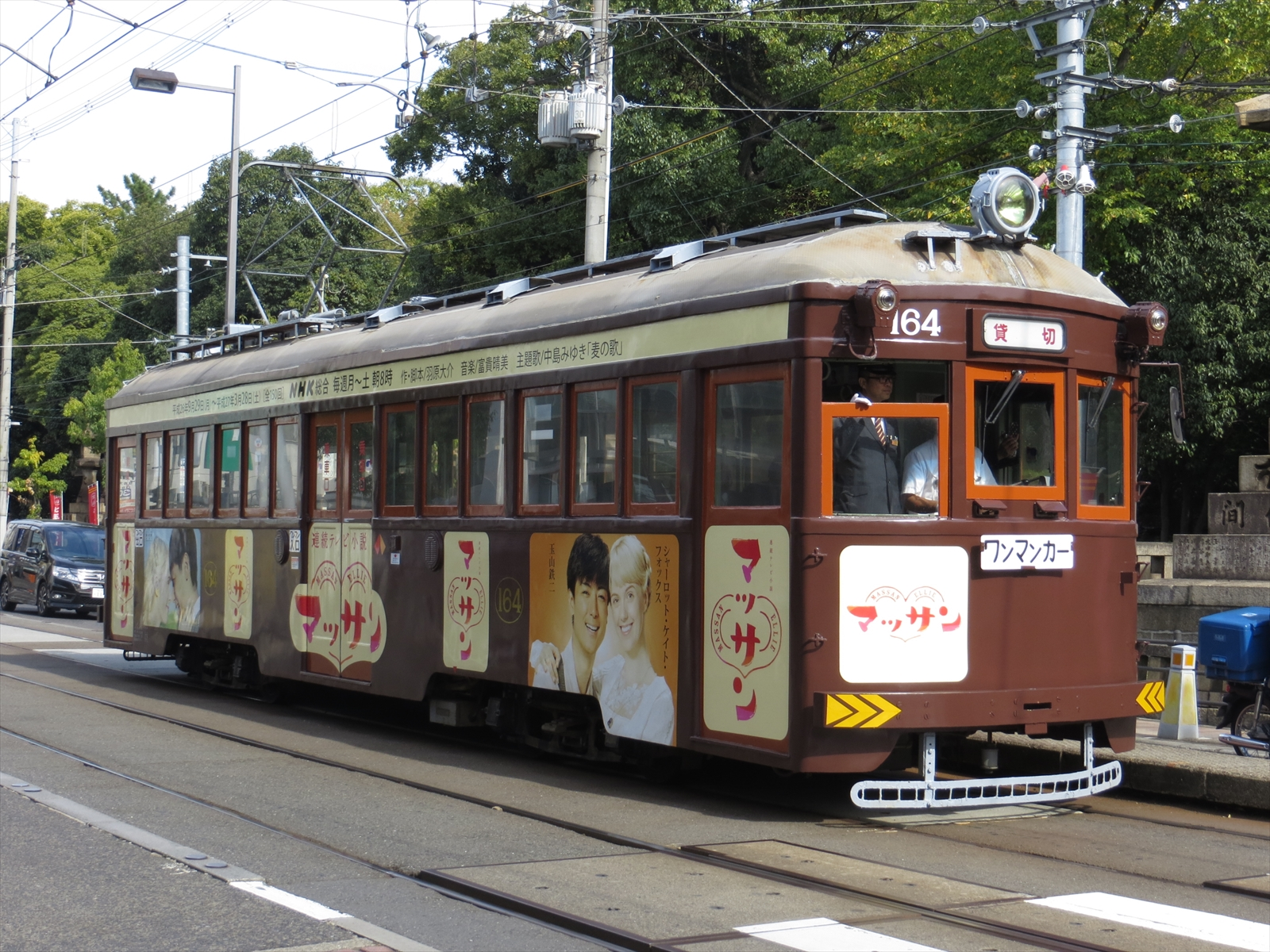
阪堺電気軌道（『マッサン』ラッピング広告電車に使用されている定期運用がある電車としては国内現役最古のモ161形電車）

- NHKスタジオパーク「マッサン展」（2014年10月7日 - 12月14日[106]）
- 外務省外交史料館「マッサン展 マッサンと呼ばれ愛された政孝の琥珀色の夢と青いバラのものがたり」（2014年9月24日-2015年5月8日[107]）
- 阪堺電気軌道「マッサンラッピング電車」（2014年10月よりドラマ放送期間中運行） - 定期運用のある電車で日本最古の「モ161形車」(164号車)に「マッサン」の番組宣伝ポスターをラッピングしたデザイン電車[108]。10月9日の出発式には夏樹陽子が参加。
- 住吉公園「すみ博」[109]（2014年10月12-13日） - 当初は公園内特設ステージで「旅するラジオ」の公開生放送と、夏樹・及川いぞうによるトークショーが開催される予定になっていたが、台風19号の接近に伴いトークショーは中止、「旅するラジオ」は住吉大社吉祥殿に会場を変更して収録。
- NHK大阪放送局「マッサン×BKワンダーランド」（2014年11月1・2日） - スタジオセットの公開、シャーロット（2日間とも）、玉山（1日）、きよし（2日）によるトークショーなど開催[110]。
- 外国特派員協会会見（2014年11月5日）シャーロットが出席[111]。
- 大阪刑務所「関西矯正展」（2014年11月8日） - 高橋元太郎による開会式テープカットとトークショー。
- 連続テレビ小説「マッサン」ファンミーティング（2015年1月10日、NHK大阪ホール） - 玉山、シャーロットらによるトークショー[112]。会場に大阪編の舞台の一つである居酒屋「こひのぼり」のセットを再現して行われた[113][114]。この模様は関西ローカルで1月31日に先行放送、2月8日に全国放送で総合にて放送された[114]。
- 今宮戎神社「十日戎」（2015年1月10日） - 宝恵駕籠行列にシャーロットが参加。
- 成田山大阪別院明王院節分会（2015年2月3日） - 豆まきに玉山、シャーロット、浅香が参加。
- NHK大阪放送局「マッサンセット公開」（2015年3月13日-3月22日）
- 第60回びわ湖開き（2015年3月14日） - 柳が「1日船長」として出席。
- 連続テレビ小説「マッサン」感謝祭〜サンキュー、グッドバイ北海道!!〜（2015年3月24日、札幌市民ホール） - 玉山、シャーロットらによるトークショー[115]。この模様はスピンオフドラマ後編に先駆けて、2015年5月2日19:30から20時にBSプレミアムで放送。
- 連続テレビ小説「マッサン」ファン感謝祭〜サンキュー、グッドバイ広島!!〜（2015年3月25日、アステールプラザ） - 玉山、シャーロットらによるトークショー[116]。この模様はスピンオフドラマ前編に先駆けて、2015年4月25日19:30から20時にBSプレミアムで放送。
- 連続テレビ小説「マッサン」最終回を見る会（2015年3月28日、大阪市中央公会堂） - 最終回のライブ上映と、玉山、シャーロットらによるミニトークショー[117]。

## 関連商品
- ドラマそのものの書籍
  - 『NHKドラマ・ガイド 連続テレビ小説 マッサン Part1』（2014年9月25日売） ISBN 978-4-14-923569-1NHK出版（以下4点とも同じ）
  - 『同上 Part2』（2015年1月25日売）ISBN 978-4-14-923569-1
    - いずれも羽原大介 作、NHKドラマ制作班 製作協力、NHK出版 編

  - 『NHK連続テレビ小説 マッサン・上』（2014年9月25日売）ISBN 978-4-14-005652-3
  - 『同上・下』（2015年2月26日売）ISBN 978-4-14-005653-0
    - いずれも羽原大介 作、中川千英子 ノベライズ

  - 「NHK出版オリジナル楽譜シリーズ・NHK連続テレビ小説『マッサン』麦の唄」（2014年10月29日売）ISBN 978-4-14-055340-4
    - 中島みゆき 作詞・作曲

  - 『NHKウイークリーステラ 臨時増刊 4/30号 マッサン メモリアルブック』（2015年3月18日売）NHKサービスセンター
- 登場人物に関連した書籍
  - 『マッサンとリタ ジャパニーズ・ウイスキーの誕生』（2014年8月29日売）NHK出版 ISBN 978-4-14-081656-1
    - オリーヴ・チェックランド 著、和気洋子 訳 ※復刻版

  - 『ウイスキーと私』（発売日・発行社同上）ISBN 978-4-14-081655-4
    - 竹鶴政孝 著 ※復刻版[注 31]

  - 『「マッサン」と呼ばれた男 竹鶴政孝物語」（2014年9月12日売）産経新聞出版発売・日本工業新聞社「NIKKO MOOK」発行 ISBN 4819150855
    - 松平定知による解説、およびノンフィクション「凛として -竹鶴政孝」を収録